# Oulan-Oudé
Ne doit pas être confondu avec Oulan-Bator.
Oulan-Oudé (russe : Улан-Удэ, [ʊˈlan ʊˈdɛ]; bouriate : Улаан-Үдэ, ᠤᠯᠠᠭᠠᠨ ᠦᠳᠡ, [ʊˌlaːɴ‿ˈʉdə]) est une ville d'importance régionale russe et capitale de la république de Bouriatie. Plus grande ville de Bouriatie, elle se situe en Transbaïkalie, une région de Sibérie. Elle est aussi un okroug urbain au sein de la république, et elle est divisée en trois arrondissements. Ses habitants sont appelés les Oulan-Oudéens.
Située en Sibérie, elle se situe à la confluence de la rivière Ouda dans la rivière Selenga, qui séparent les quartiers de la ville. Au pied deux chaînes de montagnes, le Khamar-Daban et l'Oulan-Bourgassy, elle est fondée comme cabane d'hiver par des serviteurs de l'ostrog de Selenguinsk en 1666. Devenant en 1678 un ostrog pour se protéger des raids mongols, elle adopte alors le nom d'Oudinsk. Élevée au statut de ville en 1690, elle se développe grâce au commerce russo-chinois, et en 1783, elle est renommée Verkhnéoudinsk. Ses foires deviennent de hauts-lieux de commerce, tandis que la ville se dote de nombreux bâtiments. En 1878, un grand incendie ravage la ville, mais cela ne l'empêche pas de continuer son développement. Connectée au transsibérien à la fin du XIXe siècle, elle devient pendant la guerre civile russe la capitale d'avril à octobre 1920 de la république d'Extrême-Orient. Sous l'Union soviétique, elle devient en 1923 le centre administratif de la république socialiste soviétique autonome bouriate, et ce, jusqu'en 1992. Industrialisée pendant toute l'époque soviétique, elle connaît un boom démographique et un grand étalement urbain. Depuis 1992, la ville est la capitale du sujet de Bouriatie.
Par sa population, Oulan-Oudé est la troisième ville du district fédéral extrême-oriental avec ses 436 138 habitants, et la 46e du pays. Son économie est diversifiée, tant dans le secteur des services que dans l'industrie. Elle est le siège de plusieurs entreprises, parmi lesquelles l'usine aéronautique d'Oulan-Oudé et l'usine de locomotives d'Oulan-Oudé. Plaque logistique, elle est desservie par un aéroport international, deux routes fédérales, par le Transsibérien ainsi que par le Transmongol dont elle est son début.
Centre culturel, universitaire et scientifique de Sibérie orientale, elle abrite de nombreuses universités et institutions de la république, telles que l'Université d'État de Bouriatie et l'Académie agricole d'État bouriate. Le théâtre Baïkal et l'Opéra national bouriate s'y trouvent. Son architecture est riche comme en témoigne son centre-ville, mêlant architecture en bois russe, baroque sibérien avec la cathédrale Odigitria, classicisme russe avec les Galeries commerciales et architecture soviétique tel en témoigne le théâtre dramatique bouriate.

## Géographie

### Situation
Oulan-Oudé est situé dans la république de Bouriatie, une république russe de Sibérie, dont elle est sa capitale. La ville fait partie du district fédéral extrême-oriental (depuis 2018), se situant à 2 000 km au nord-ouest de Vladivostok, la capitale du district, ainsi qu'à 4 400 km à l'est de Moscou. La ville se situe au pied de deux chaînes de montagnes, le Khamar-Daban et Oulan-Bourgassy, et est proche de la confluence entre le fleuve Selenga et la rivière Ouda, son affluent, qui sépare la ville en deux quartiers.
La ville, comme toute la république, est située dans le fuseau horaire MSK+5 (heure d'Irkoutsk). Le décalage horaire appliqué par rapport au temps universel coordonné est +08:00. La ville proprement dite, incorporée dans la république sous le nom d'okroug urbain de Oulan-Oudé, dans ses limites actuelles, couvre une superficie de 365,71 km2.

### Relief et topographie

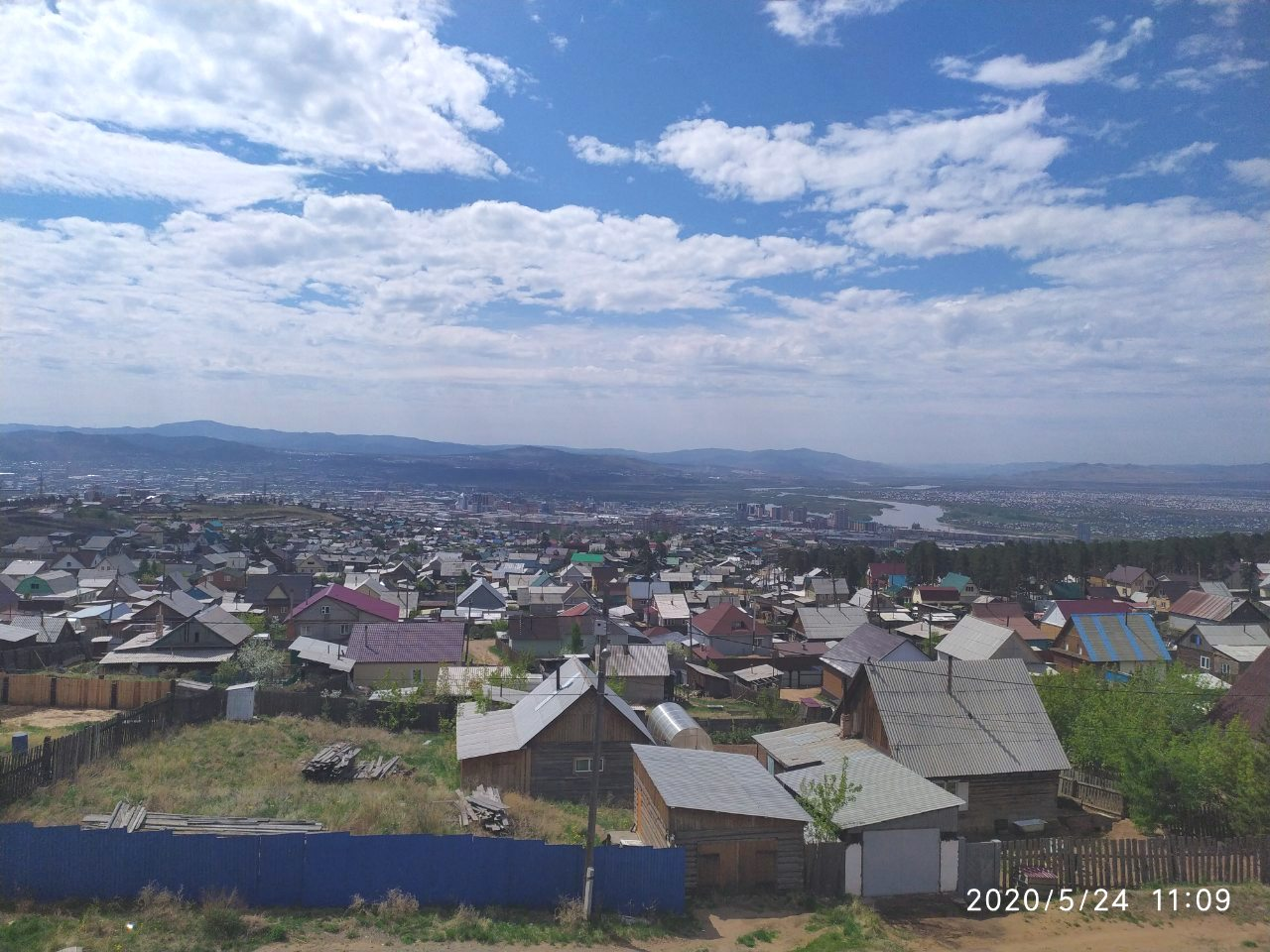
Oulan-Oudé depuis le mont Lyssaïa.

La ville se situe en Transbaïkalie (Daourie) occidentale, une région de moyenne montagne, à une centaine de kilomètres au sud-est du lac Baïkal. Oulan-Oudé se trouve dans le bassin d'Ivolguinsk-et-de-l'Ouda, qui est une vaste dépression sur un axe d'ouest en est. Le bassin est limité au nord par les monts Khamar-Daban et les monts Oulan-Bourgassy, tandis qu'au sud-ouest se trouve les monts Tsagan-Daban.
Au nord de la ville, les sommets du Khamar-Daban se situent entre 500 et 700 m au-dessus du niveau de la mer. Au contraire du Khamar-Daban, l'Oulan-Bourgassy est très entrecoupée avec de nombreuses vallées et ravins. Ses hauteurs sont de 800 à 1 000 m au-dessus du niveau de la mer. Sur le versant nord de l'Oulan-Bourgassy, qui se situe à la sortie de la ville, le point culminant atteint 813 m. Sur les versants de l'Oulan-Bourgassy, il y a des ravins, avec 15 grands ravins. Les monts du Tsagan-Daban ont des altitudes qui vont jusqu'à 750 à 800 m.
La plaine de la ville a des altitudes qui varient de 495 à 508 m. La ville est composée de trois terrasses alluviales, avec la première qui a une hauteur de 3–5 m au-dessus des lits des rivières, qui est large de 0,5–0,7 km sur la rive gauche de l'Ouda et de 0,2 à 9,4 km sur la rive droite de l'Ouda, tandis qu'elle est très étroite le long de la Selenga. La deuxième terrasse s'étend le long de chaque rivière avec des hauteurs de 9 à 12 m au-dessus des rivières. Enfin, la troisième atteint des altitudes de 18 à 22 m. Certains quartiers se situent au-dessus des terrasses sur les versants, avec notamment Vagzhanova et Steklozavod (à des altitudes de 530–570 m), Zagorsk et Vostok (à 600 m), Gorky et Komouchka (à une altitude de 625 m), ainsi qu'Archan et Chichkovka (qui atteignent les 730 m).

### Hydrographie
La ville se situe à la confluence de l'Ouda dans la Selenga. La ville se situe à une distance de 159 km du delta de la Selenga dans le Baïkal. Le lit de la rivière est légèrement sinueux, avec de nombreuses îles et galets, parmi lesquelles les îles Obchtchestvenny, Konny, Oulanski, Bogoroditski et Komsomolski. Il y a également des rapides, et la vitesse du courant est de 1,2-2,6 m/s, et jusqu'à 3 m/s lors des crues.
La rivière Ouda, affluent de rive droite de la Selenga, se situe dans une vallée large de 2 kilomètres à 3,5 kilomètres en amont de la ville. Le lit de la rivière est sinueux avec de nombreuses îles, et la largeur du lit varie de 40-50 mètres à 100-250 mètres selon les endroits. Les profondeurs de celles-ci dans la ville sont de 1,5-2,0 mètres, et de 0,5-0,6 mètre au niveau des rapides. Le débit varie de 0,6-0,9 m/s à 1,5-2,0 m/s au niveau des rapides.

### Géologie
La ville prend place sur ensemble de couches de différentes époques, avec des roches ignées et métamorphiques de l'Archéen et du Paléozoïque, ainsi que des dépôts sédimentaires du Crétacé inférieur, du Néogène et du Quaternaire. Les couches du Crétacé inférieur (dépôt Berezovski) ont une épaisseur de 1 à 7,8 m, celles du Néogène (dépôt Nogoï) atteignent les 100–120 m par endroits. Enfin, les dépôts quaternaires, répartis de presque partout, atteignent jusqu'à 100 à 135 m dans la vallée fluviale de la Selenga en profondeurs.
D'un point de vue sismique, la ville se situe dans une zone du rift Baïkal. Plusieurs failles traversent le bassin d'Ivolguinsk-et-de-l'Ouda. Dans la partie extrême nord de la ville se trouvent les restes d'une grande faille générale de Djidino-Vitim. Il y a également les failles de Podgorny, de l'Ouda et du Sud ainsi que la faille inversée du nord-ouest de la Selenga.Oulan-Oudé possède une diversité de ses sols grâce à ses reliefs différents. Ainsi, dans la partie montagneuse de la ville, les sols de sables et de limons prédominent. Dans les zones de plaines, les sols sont couvert d'alluvions, et dans les zones basses de la plaine inondable, il y a quelques tourbières et sols presque marécageux. Par ailleurs, dans la partie orientale de la ville dans les paysages de steppes boisées de la rive droite de l'Ouda se trouvent des sols de solonetz et de kastanozem. Sur les rives de la Selenga et la rive gauche de l'Ouda, où la couverture herbeuse est inexistante, la désertification s'observe à de nombreux endroits.
Les terres arables adjacentes au sud-ouest de la ville constituent une source important de poussière dans la ville à cause des vents venants du sud-ouest.

### Climat
Le climat de la ville est fortement continental. Les hivers sont rigoureux avec peu de neige et des changements brusques de température de l'air, un grand nombre de jours ensoleillés, tandis que les étés sont relativement chauds. Pendant les saisons de transition, le temps est instable : le printemps est caractérisé par des retours du froid et des tempêtes de poussière, tandis que l'automne est souvent caractérisé par un été indien.
La ville se situe dans un petit îlot de chaleur dans sa plaine (+ 1°C en moyenne par rapport aux régions environnantes), même si les vents froids venus du Baïkal soufflent constamment à travers la vallée de la Selenga. La ville a un grand nombre de jours ensoleillés, avec seulement 26 jours sans, et 2 472 heures d'ensoleillement en moyenne par an, ce qui est comparable aux villes du Caucase et d'Asie centrale.
Principales données climatiques:
- Température record la plus froide : −54,4 °C (janvier 1931)
- Température record la plus chaude : 39,7 °C (août 1936)
- Nombre moyen de jours avec de la neige dans l'année : 85
- Nombre moyen de jours de pluie dans l'année : 65
- Nombre moyen de jours avec de l'orage dans l'année : 14
- Nombre moyen de jours avec du blizzard dans l'année : 12

| Mois                              | jan.  | fév.  | mars  | avril | mai  | juin | jui. | août | sep. | oct. | nov.  | déc.  | année |
| --------------------------------- | ----- | ----- | ----- | ----- | ---- | ---- | ---- | ---- | ---- | ---- | ----- | ----- | ----- |
| Température minimale moyenne (°C) | −28,7 | −25,1 | −15,2 | −4,5  | 2,2  | 9    | 12,7 | 10,9 | 3,6  | −5   | −15,5 | −24,2 | −6,7  |
| Température moyenne (°C)          | −23,8 | −18,7 | −8,1  | 2     | 10,1 | 16,6 | 19,2 | 16,8 | 9,3  | 0,1  | −10,6 | −19,4 | −0,5  |
| Température maximale moyenne (°C) | −17,6 | −11   | 0,1   | 9,4   | 18,1 | 24,1 | 25,8 | 23,3 | 16,4 | 6,9  | −4,7  | −14   | 6,4   |
| Précipitations (mm)               | 4     | 3     | 2     | 5     | 14   | 41   | 69   | 63   | 29   | 8    | 9     | 10    | 257   |

### Milieux naturels
En 2007, la superficie des espaces naturels, dont les forêts, s'élevait à environ 800 hectares. Les forêts, principalements de pins, poussent sur les versants montagneux au nord de la ville ainsi que sur les versants du sud de la ville.

## Toponymie
En 1666, la cabane d'hiver de l'Ouda a été fondée d'après le nom de la rivière Ouda, un affluent de la Selenga (en proto-mongol « uda » - « courant calme et tranquille »). En 1689, les cabanes d'hiver de l'Ouda furent transformés en fort de l'Ouda . En 1735-1773, la colonie était appelée banlieue d'Oudinsk, à partir de 1775, la ville provinciale d'Oudinsk, et à partir de 1783 la ville de l'ouïezd de la Haute-Ouda (Verkhneoudinsk). Selon Ievgueni Pospelov, le formant supérieur- dans le nom de la ville dans ce cas ne signifie pas « dans les cours supérieurs » (puisque la ville est située à l'embouchure de l'Ouda, c'est-à-dire tout en bas de son cours), mais était utilisé pour la distinguer de la ville de Nijneoudinsk, située sur la rivière Ouda, un affluent de la Tasseïeva.
En 1934, Verkhnéoudinsk est rebaptisée « Oulan-Oudé », soit littéralement « Ouda rouge ». En effet, « Oulaan » en bouriate signifie « rouge » et « Oude » est le nom bouriate de la rivière Ouda.

## Urbanisme

### Agglomération

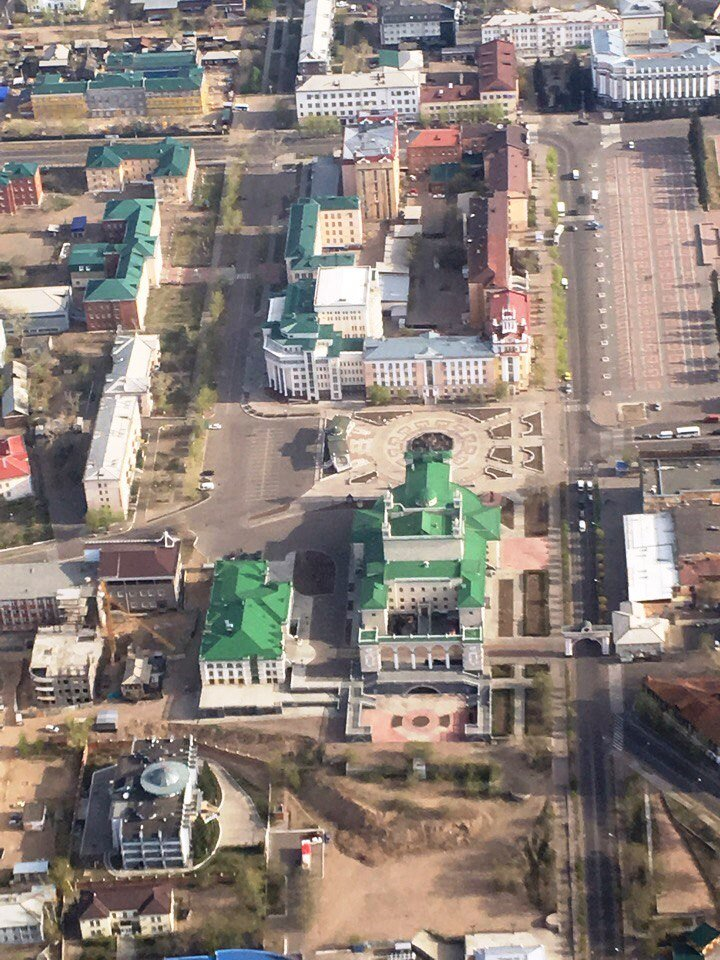
Le centre d'Oulan-Oudé à partir d'une vue plongeante

La ville d'Oulan-Oudé est le centre d'une agglomération de 588 300 habitants, qui comprend en plus de la ville, les quatre raïons d'Ivolguinsk, de Zagraïevo, du Baïkal et de Tarbagataï.

### Risques naturels
La première terrasse, où se situe une partie du centre historique, est soumise au risque d'inondation. Plusieurs inondations catastrophiques ont complètement inondé la première terrasse, en 1932, 1935, 1971, 1973 et 1993 entre autres. D'autres inondations importantes plus anciennes ont eu lieu comme en 1867, 1869 et 1897.
Mais surtout, les rivières subissent les crues printanières, qui commencent fin mars, qui atteignent leur pic à la mi-mars, et qui se terminent dans la seconde moitié de juin. Les crues printanières de la Selenga ne coïncident pas avec celles de l'Ouda. Alors qu'elle est de 70 à 75 jours sur l'Ouda, elle est d'environ 90 jours sur la Selenga. La hauteur moyenne par rapport au niveau habituel est sur la Selenga de +1,4 m, et sur l'Ouda +1,9 m. Sinon, il y a des crues de l'été et de l'automne, où les niveaux peuvent parfois monter jusqu'à 2,6–3,7 m sur l'Ouda et jusqu'à  4,0–4,5 m sur la Selenga.
La ville se situe sur une zone de sismicité, jusqu'à 9 points sur l'échelle Medvedev-Sponheuer-Karnik dans les zones montagneuses de la ville, et jusqu'à 8 dans les zones avec des sols sableux.

### Projets
Les principaux projets du gouvernement de la Bouriatie pour la ville sont les suivants : 
- Création d'une technopole ;
- Mise en œuvre d'un cluster dans le domaine des biotechnologies ;
- Construction de complexes touristiques ;
- Reconstruction du centre historique ;
- Construction d'un parc de loisirs sur la berge de la rivière Selenga ;
- Construction d'un terminal douanier et logistique ;
- Création d'un complexe d'infrastructures forestières et de transformation du bois ;
- Création d'éco-quartiers ;
- Développement d'infrastructures scientifiques.

### Voies de communication et transports

#### Infrastructures routières

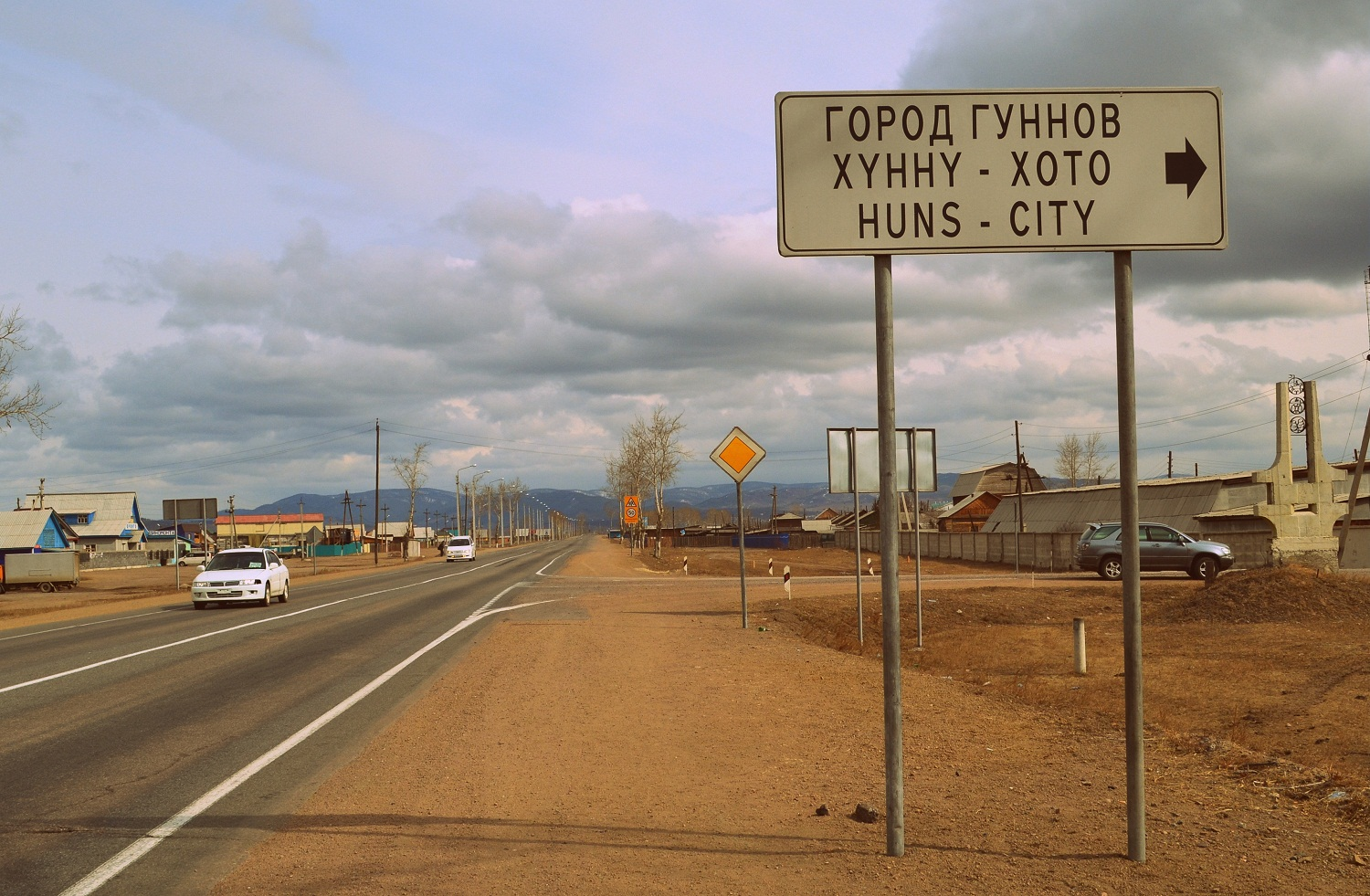
Route fédérale R258 dans l'ouest de la ville.

Oulan-Oudé est reliée aux grandes villes de Sibérie et aux centres régionaux de Bouriatie. La ville se situe sur deux axes routiers importants : le premier, qui est la route fédérale R258 Baïkal d'Irkoutsk par Oulan-Oudé à Tchita (route transsibérienne) et d'autre part, la route fédérale A333, qui relie Oulan-Oudé à Kiakhta et la frontière Mongole.
Par ailleurs, il y a des routes régionales, dont celle d'Oulan-Oudé par Romanovka à Tchita, mais aussi la route d'Oulan-Oudé par Kouroumkan à Novy Ouïoan. Cette dernière route est la principale artère de la république, desservant plus de 100 000 personnes. Enfin, il y a la route vers Tourountaïevo et Kouroumkan la reliant au Baïkal et au nord-est de la république, la route vers Zagraïevo, Kijinga et Kkorinsk ainsi que la route vers Nikolaïevski et Tarbagataï.
En 2018, la longueur du réseau routier de la ville était de 538 km, dont 380 km (71 %) en revêtement dur. La ville compte 36 ponts et viaducs pour une longueur totale de 1 907 mètres. Par ailleurs, il y a cinq passages à niveaux. Le nombre de voitures dans la ville était en 2018 de 135 936 voitures et il y avait 312,6 voitures de particuliers pour 1000 personnes.

#### Transport aérien
Oulan-Oudé est accessible par avion depuis l'aéroport international Baïkal qui se trouve à 12 km de la ville, doté du statut d'importance fédérale. Le flux moyen est de 270 000 passagers par an. Des vols le relient à Moscou, Vladivostok, Novossibirsk et à des villes d'Asie entre autres.

#### Réseau ferroviaire

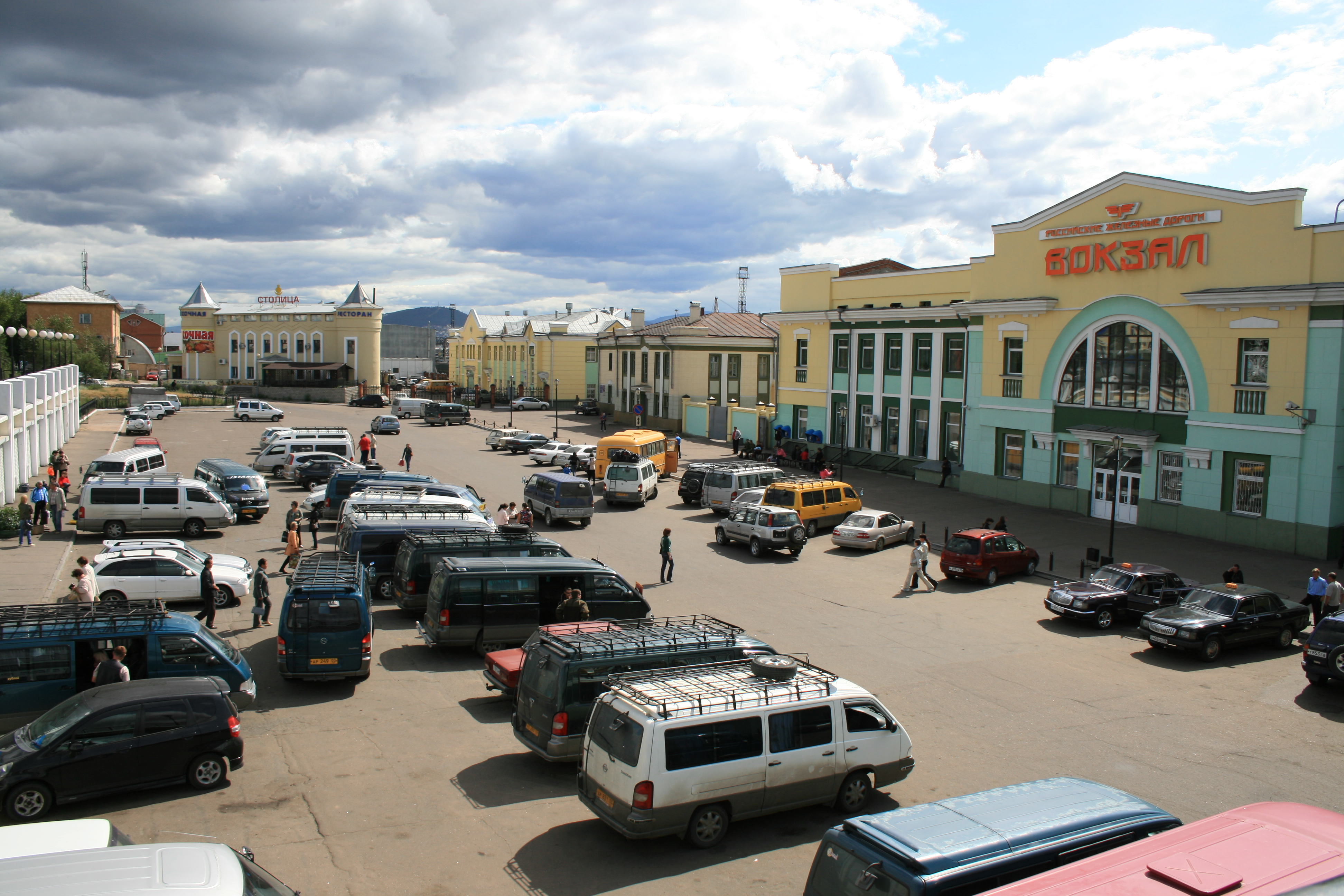
Gare d'Oulan-Oudé.

La ville est un grand carrefour ferroviaire, situé sur le territoire des Chemins de fer de Sibérie orientale, une branche des Chemins de fer russes. La ligne de chemin de fer du Transmongol, qui dessert Oulan-Bator et Pékin, se sépare de celle du Transsibérien à Oulan-Oudé. Une autre ligne ferroviaire relie la ville par Zagraïevo et Kijinga à  Khorinsk,.

#### Transport fluvial
La ville dispose d'un port fluvial, la rivière Selenga étant en effet navigable, tout comme le lac Baïkal dans laquelle elle se jette. Le port fluvial est équipé de grues, et les principales marchandises transportées sont le sable, les graviers et la terre. Il n'y a pas de terminal passager.

#### Transports en commun

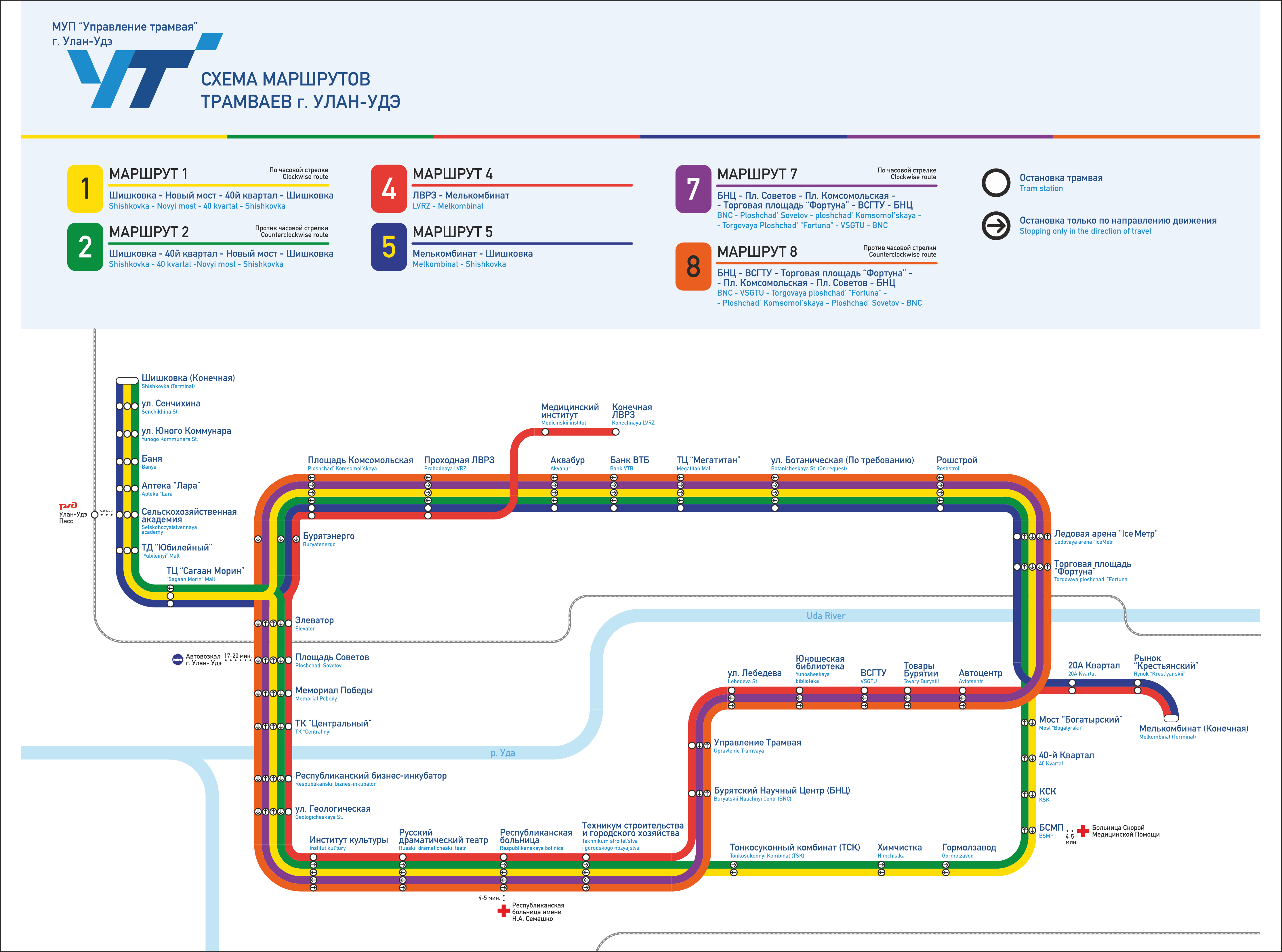
Plan des itinéraires du tramway de la ville

Le réseau de tramway est assuré par l'Autorité des Tramways municipale, et le transport des bus par l'entreprise municipale des Routes de la Ville. Le réseau des tramways comprend 58 véhicules, avec une longueur de 24,6 km répartis en 4 lignes. Le réseau de bus comprend 1 700 véhicules qui desservent la ville et sa banlieue. Les bus se répartissent en 44 lignes permanentes  et en 14 itinéraires saisonniers lors de la saison estivale, et la longueur des lignes du réseau de bus est de 220 km.
En 2017, le nombre total de voyageurs sur tous les réseaux, en incluant aussi les opérateurs privés, était de 74,6 millions de personnes, qui se répartissent entre 12,5 millions de passagers des tramways, 3,1 millions des bus ainsi que 59,0 millions de passagers d'opérateurs privés.

## Histoire

### AuXVIIesiècle

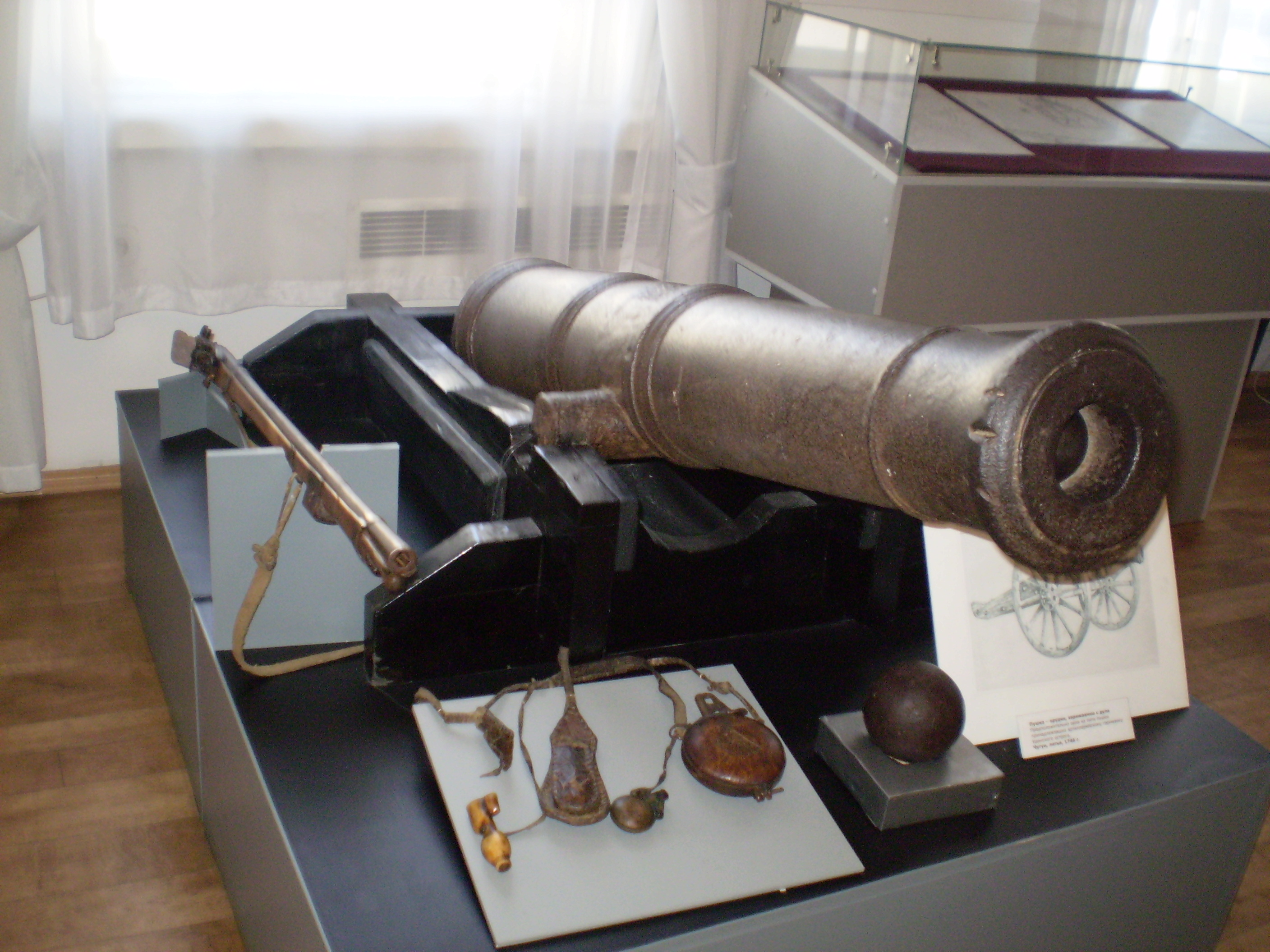
Vraisemblablement l'un des cinq canons de la forteresse de l'Ouda. Musée d'histoire d'Oulan-Oudé.

À l'endroit de la confluence de l'Ouda dans la Selenga, un détachement de gens de service (en russe : Служилые люди) de l'ostrog de Selenguinsk a construit en 1666 une cabane d'hiver. Elle était au niveau du mont Batterie, et était sous le commandement de Gavrila Lovtsov. En 1675, la cabane d'hiver reçoit la visite de l'ambassadeur du tsar Alexis Ier en Chine Nicolaï Gavrilovitch Milescu Spathari (ambassade Spathari), qui se prononce en faveur de la construction d'un ostrog (fort) à l'embouchure de l'Ouda, soulignant les bonnes conditions naturelles des environs. C'est ainsi qu'en 1678, le commis de l'ostrog de Selenguinsk, Ivan Porchennikov, érige de nouveaux murs autour de la cabane d'hiver de l'Ouda, la transformant ainsi en forteresse. La forteresse devait permettre de protéger les terres des raids mongols. Il se situait au carrefour des principales routes commerciales vers la Chine. Il y avait 20 cosaques envoyés dans le fort depuis l'ostrog de Seleguinsk, ostrog qui commandait alors l'ostrog d'Oudinsk.
En 1682, des détachements de troupes mongoles tentent pour la première fois de prendre l'ostrog d'Oudinsk. Face à ceci, l'ambassadeur du tsar en Chine Fiodor Alekseïevitch Golovine, associé de Pierre Ier le Grand, ordonne en 1688 de renforcer Oudinsk avec de nouveaux forts, de creuser un fossé et de construire un passage secret vers la rivière. En 1687, il acquiert une importance dominante dans la chaîne des ostrogs de Transbaïkalie, n'étant plus alors soumis à Seleguinsk. En 1690, le fort reçoit le statut de ville, l'idée venant de Fiodor Golovine. Autour du fort se forma une possad, qui avait comme premiers habitants les Cosaques, les Streltsy, des commerçant et des paysans. En 1695, les habitants demandent aux autorités sibériennes l'autorisation de construire la première église du lieu. L'économie de la ville était tournée vers le commerce, avec des entrepôts, des commerces.

### Période impériale

#### AuXVIIIesiècle

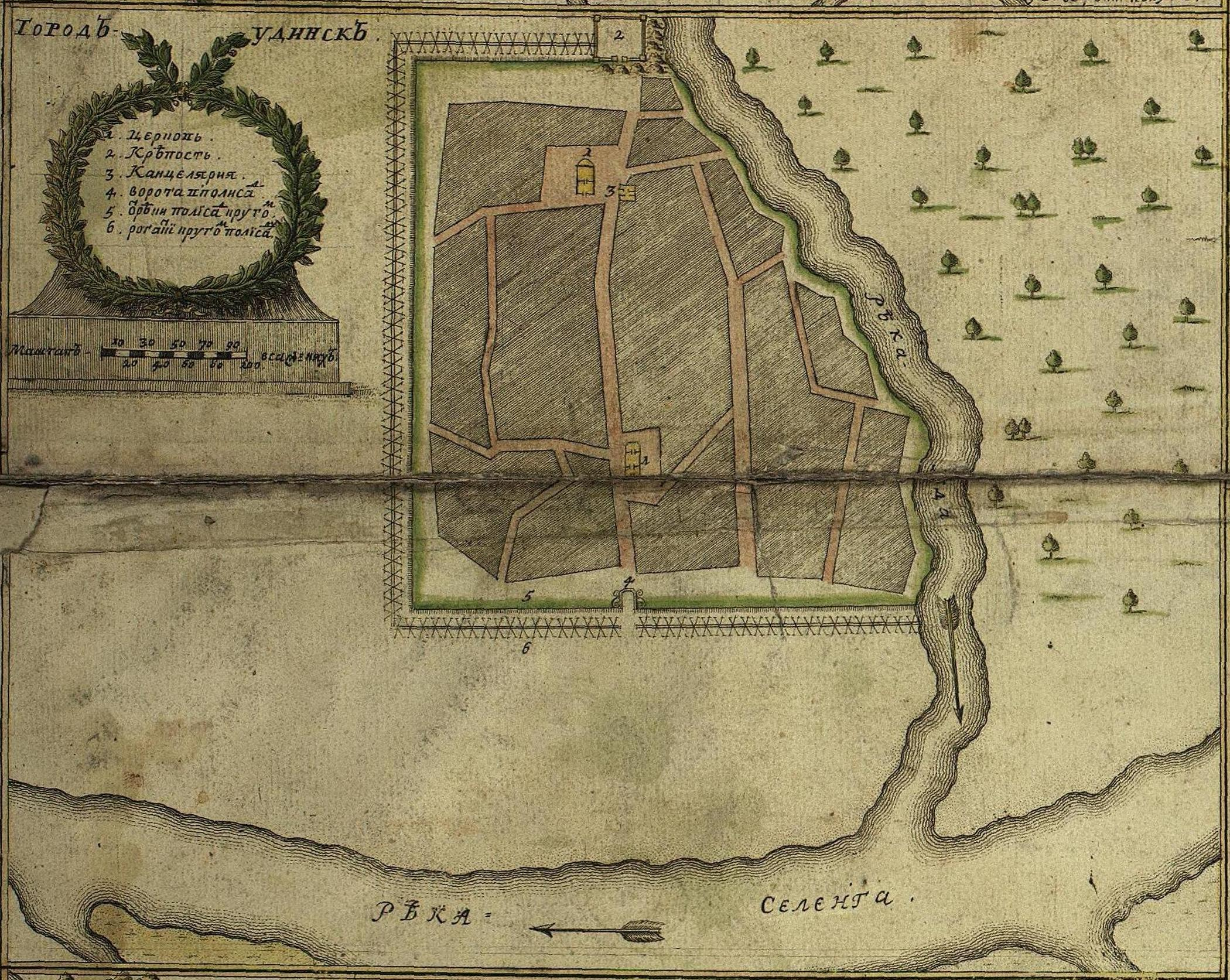
Plan de la ville en 1730.

Les années 1720 marquèrent l'essor de Verkhnéoudinsk en tant que centre important du commerce russo-chinois. Des foires commerciales commencèrent à se tenir chaque année. En 1719, la ville est visitée par l'explorateur écossais John Bell, membre de l'ambassade de Lev Vassilievitch Izmailov. Il décrit la ville d'Oudinsk et souligne l'extraction du minerai de fer. En 1722, un plan topographique de la ville est élaboré, qui recense 3 églises, 2 granges à sel, un marché et une cave à vin. En 1733, un décret impérial établit un service postal entre Selenguinsk et Nertchinsk, par la ville, et la même année, de fortes inondations touchent la ville. En 1735, la ville comptait 120 maisons résidentielles, et en 1741, la construction de la cathédrale Odigitria d'Oulan-Oudé commença. La construction s'étala sur 40 ans et devint la première église en pierre de la ville.
En 1775, la ville d'Oudinsk devient le centre de la province d'Oudinsk, et en 1783 le centre de l'ouïezd de Verkhnéoudinsk. Elle change alors de nom pour Verkhnéoudinsk. À cette époque, la ville est divisée en deux parties, avec la ville à proprement parler et la banlieue. La premère consistait en une forteresse en bois, dotée de tours, d'une poudrière, d'un atelier d'artillerie et d'un corps de garde. La seconde partie concentrait les magasins, les lieux publics, les maisons et les églises qui furent construites. La ville est dotée d'armoiries en 1790 par les autorités, symbolisant le statut commercial et marchand de la ville. Les autorités provinciales espéraient ainsi attirer une classe marchande plus importante.
La ville voit de nouvelles constructions, avec la première pierre qui est posée en 1786 de l'église du Sauveur, qui est achevée en 1800. Sinon, en 1790, un hôpital militaire est ouvert, et l'année suivante, le tribunal d'État, bâtiment en bois, est construit. En 1793, la première école publique de Transbaïkalie et plus largement d'Extrême-Orient est ouverte. Deux ans plus tard, la première maison privée est construite par le marchand Andreïan Titov. Enfin en 1798, la construction de l'église du monastère de la Trinité commence, achevée en 1809.

#### AuXIXesiècle
Depuis le XVIIIe siècle et pendant tout le XIXe siècle, la ville tenait des foires deux fois par an. La première avait lieu en janvier, où l'on échangeant tout type de biens, que ce soit du pain, du bétail ou des produits artisanaux. Son chiffre d'affaires atteignait 1 millions de roubles, ce qui était très élevé. Celle de septembre, de l'Exaltation de la Croix, était la foire pour écouler les prises de pêche d'automnes et les produits agricoles, et son chiffre d'affaires était insignifiant. Dans les foires, les produits locaux étaient particulièrement appréciés, avec les fourrures (écureuil, martre, renard arctique, zibeline), le cuir et la laine. Les plus grandes foires se tinrent pendant la seconde moitié du XIXe siècle.
Au début du XIXe siècle, la ville voit en 1804 le début de la construction des Galeries commerciales, jamais achevées. En 1805, le premier hôpital civil ouvre, et en 1806, l'école est élevée en école d'ouïezd. Afin de réguler le développement, un plan est établi en 1816, et en 1822, le premier pont sur la rivière Ouda est construit aux frais du marchand M.K. Kourbatov. La ville est secouée par un fort tremblement de terre en 1830. En 1846, la verrerie Kourbatov dans la ville ouvre.

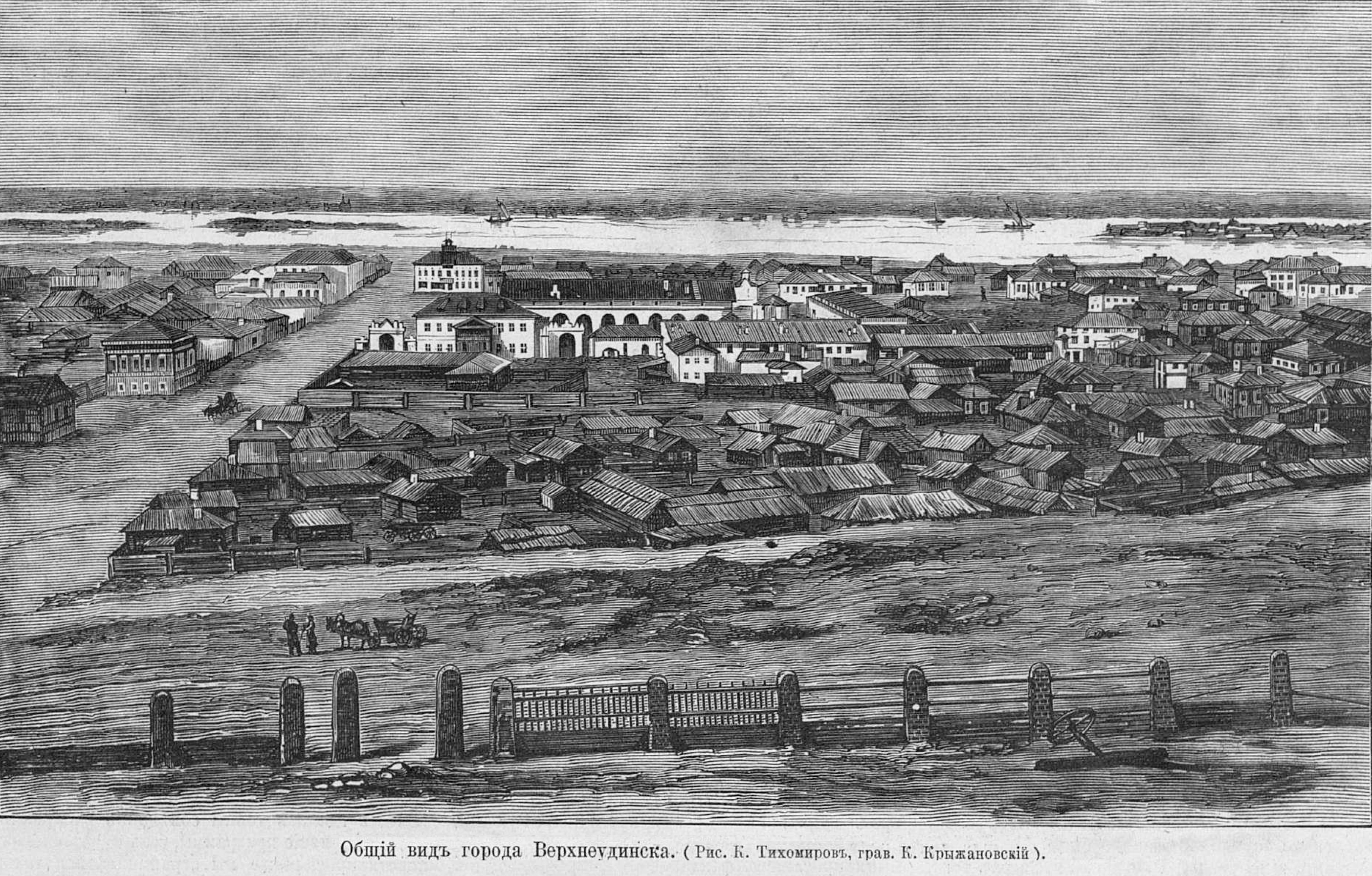
Verkhénoudinsk avant l'incendie de 1878.

Lorsque Verkhnéoudinsk devient en 1851 le chef-lieu de l'ouïezd de Verkhnéoudinsk de l'oblast de Transbaïkalie, la ville est peuplée de 3 756 habitants. Elle compte alors 499 maisons et 75 magasins. En 1860, une école pour femme est créée, devenant par la suite un gymnasium. La ville est à nouveau touchée en 1862 par un séisme, qui fait chuter les cheminées et qui fissure les bâtiments en pierre. En 1863, le premier bateau à vapeur est lancé sur la Selenga, et en 1871, une chapelle missionnaire en pierre dédiée à Saint-Innocent est construite. Entre 1877 et 1885, une prison est construite, qui était la meilleure en termes de conditions de détention de Sibérie. La ville est dotée d'un puits public en 1880, d'une bibliothèque publique en 1881 et d'une banque en 1882. Parallèlement, la ville est touchée par un grand incendie en 1878.

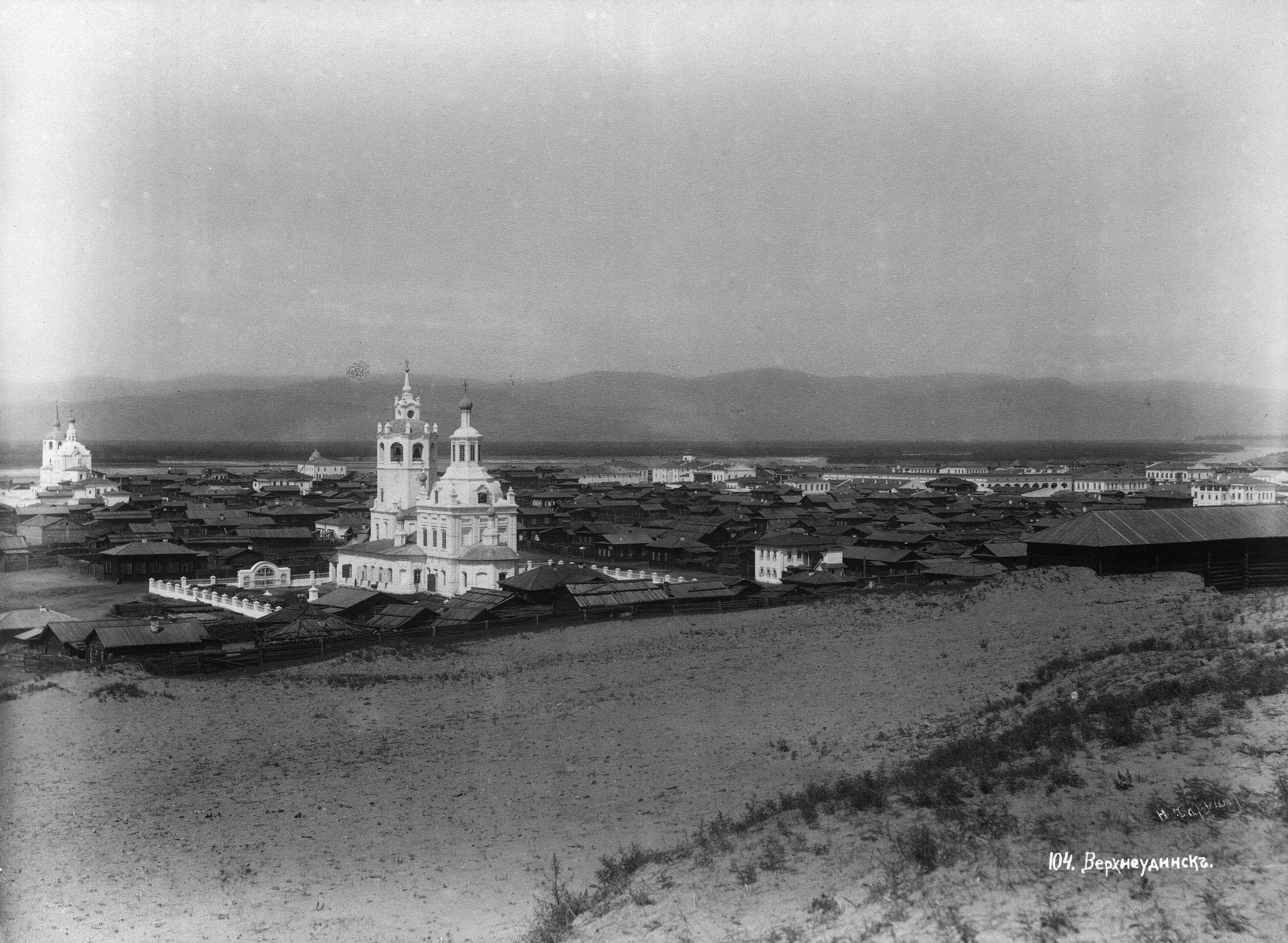
Verkhnéoudinsk dans les années 1890.

Lors du voyage de Nicolas II en Orient, grand Tour du tsarévitch, il visite la ville en 1891. En l'honneur de son passage, un arc de triomphe est inauguré. La ville est de mieux en mieux connectée et desservie, avec en 1892, les premiers taxis qui apparaissent dans la ville. En 1894, une succursale de la Banque d'État est ouverte, puis en 1895 une caisse d'éparge et surtout le bureau des postes et télégraphes. En 1898, la banque russo-asiatique y ouvre une succursale. Mais le lus important est sans doute en 1899, avec l'arrivée du premier train transsibérien en gare de Verkhénoudinsk. L'année suivante, le chemin de fer Circum-Baïkal est ouvert dans le cadre du transsibérien.

#### Au début duXXesiècle
La ville s'agrandit, avec à partir de 1900 le début de développements sur la partie montagneuse de la ville. En 1902, la banque russo-chinoise installe une succursale, et en 1904, une caserne de pompiers ainsi qu'une infirmerie de la Croix-Rouge sont créés. Afin d'améliorer la ville, un jardin urbain est fondé au bord de l'Ouda en 1905, tandis qu'en 1906, un nouveau pont en bois est construit sur la rivière Ouda. En 1907, la tannerie ouvre, puis un abattoir l'année suivante. Une mosquée et une église catholique sont construites en 1907. La première centrale électrique est construite en 1909, permettant l'arrivée de l'électricité et de l'éclairage public. En 1910, une nouvelle verrerie est construite. La voiture apparaît pour la première fois en 1912, ainsi qu'un réseau téléphonique qui est mis en place la même année.
À la veille de la révolution, la ville comptait environ 20 000 habitants, dont jusqu'à 1 000 exilés. Verkhénoudinsk comprenait 3 130 maisons, dont 237 en pierre, ainsi que 16 à 18 entreprises industrielles qui employaient 282 ouvriers, ainsi que 1 000 personnes travaillant sur le chemin de fer. La principale entreprise était alors la verrerie du marchand Kobylkine, où 170 personnes travaillaient.

### Révolution et guerre civile russe

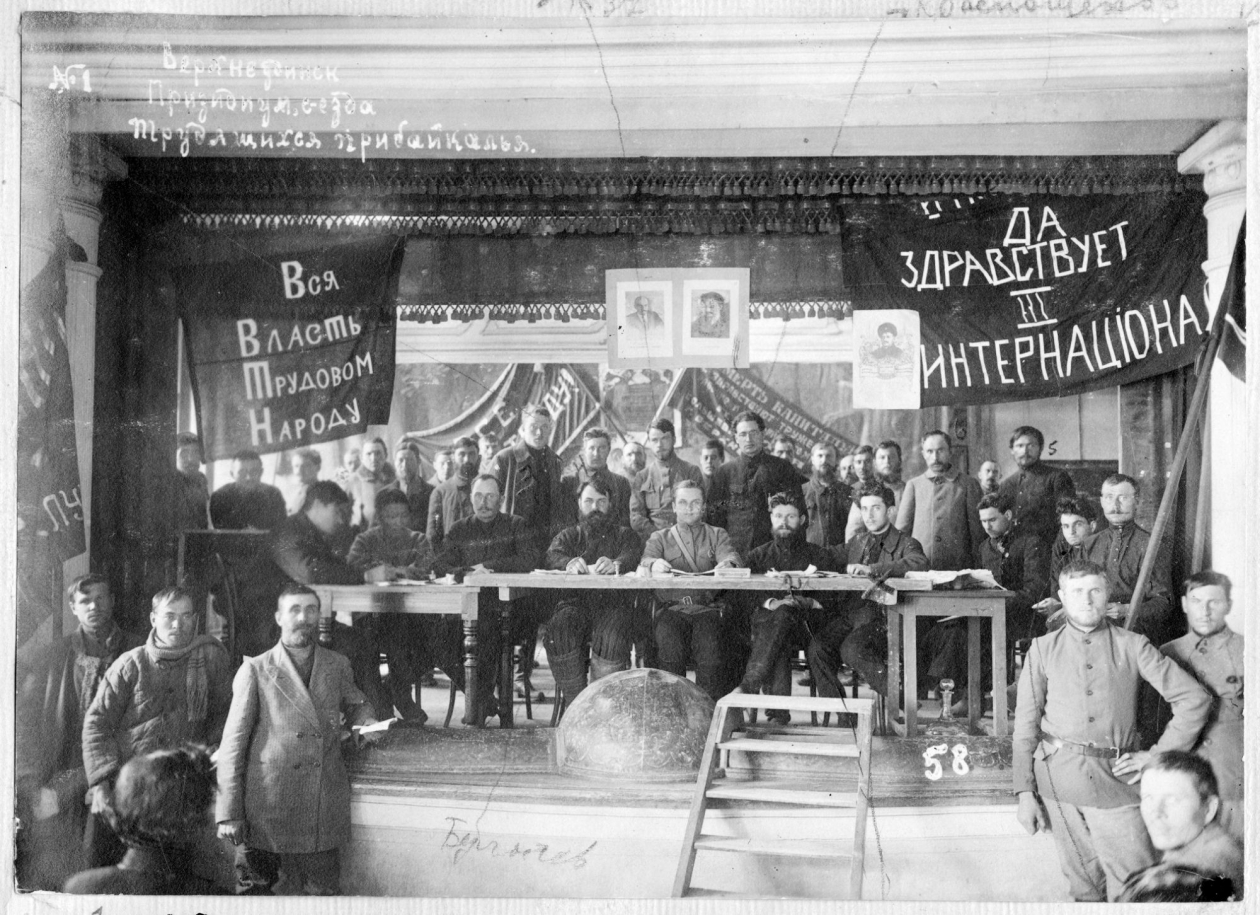
Conseil proclamant la DVR à Verkhnéoudinsk.

En 1918, le Conseil de Verkhnéoudinsk se proclame comme détentrice de l'autorité sur la ville. La même année, le IIe Congrès de la population ouvrière de la région du Baïkal soutient l'établissement du pouvoir soviétique. Mais à la suite de la révolte de la Légion tchécoslovaque, la ville est occupée par la légion tchécoslovaque et les Armées blanches. Mais en 1920, le mouvement blanc en Transbaïkalie commence à s'effondrer, et Verkhnéoudinsk revient alors aux mains des soviétiques.
Le 6 avril 1920 à Verkhnéoudinsk, la république d'Extrême-Orient (DVR) est proclamée par les Soviétiques d'Extrême-Orient pour former un État tampon entre eux et les Japonais, qui occupaient alors une bonne partie de l'Extrême-Orient,. Le 17 juillet 1920, lors de l'accord de Gongota (DVR et Japonais), un retrait progressif des Japonais de l'Extrême-Orient est décidé. Avec le retrait des Japons, les Blancs de Transbaïkalie s'enfuient vers le Primorié. En octobre, la capitale de la république est déplacée à Tchita,. En 1921, Verkhnéoudinsk devient le centre administratif du gouvernement du Baïkal, et ce, jusqu'en 1923.
Le 14 novembre 1922, à la suite de la prise de Vladivostok le 25 octobre, l'Assemblée populaire de la république d'Extrême-Orient adopte une résolution qui demande l'adhésion à la RSFSR, et le 15 novembre, le comité exécutif central panrusse accepte la demande.

### Période soviétique

Buste de Lénine.

Verkhnéoudinsk est déclarée capitale de la république socialiste soviétique autonome bouriate en 1923. La ville compte alors 22 401 habitants. En 1926, la première desserte aérienne de la ville débute avec Oulan-Bator. Trois ans plus tard, le chantier naval est créé, tout comme l'institut bouriate-monfole, première institution scientifique universitaire de la région. La Maison des Soviets est achevée en 1931, et en 1932, une usine de locomotives est construite. La ville est rebaptisée Oulan-Oudé (Rouge-Ouda) en 1934.
Pendant les années 1930, la ville voit se construire des moulins, des usines, et en 1936, un grand pont routier sur la rivière Selenga est construit. Avec l'avènement du pont sur la Selenga, le développement de la Rive Gauche commence. La même année, un plan directeur d'Oulan-Oudé est établi pour son développement. En 1937, la construction d'une usine aéronautique commence. En 1940, les transports publics de la ville commencent à fonctionner, avec alors 4 itinéraires.
Dans l'après-guerre, le Théâtre d'Opéra et de Ballet bouriate est ouvert en 1952, et en 1957 débute la construction du réseau de tramway. Il est inauguré deux ans plus tard. À partir de la fin des années 1950, la Trans-Ouda (Zaoudinskaïa), qui forme aujourd'hui l'arrondissement d'Octobre, sur la rive sud de l'Ouda, commence à être développé. Par ailleurs, un nouveau pont en béton armé pour remplacer celui en bois est mis en service sur l'Ouda en 1957. La télévision arrive en 1961, et en 1982, le Théâtre dramatique académique d'État de Bouriatie est achevé.

### Depuis 1991
L'effondrement de l'URSS s'illustre dans la ville par la visite en 1991 de Tenzin Gyatso, 14e dalaï-lama, et l'année suivante, le président russe Boris Eltsine se rend dans la ville. Les premières élections municipales ont lieu en 1995.
En 1991, le pont Stepnaïa sur la Selenga est reconstruit, qui a permis de soutenir le développement de la Rive Gauche. Et en 1995, le pont sur l'Ouda est reconstruit.
Par la loi de la République de Bouriatie du 9 mars 2010, les communes urbaines de Zaretchny et de Sokol, les localités de Zabaïkalski, Istok, Soldatski, Stepnoï, Touluonja, le village de la gare de Mostovoï ont été dissous et inclus dans la ville d'Oulan-Oudé.

## Politique et administration

### Tendances électorales
| Scrutin             | Scrutin                         | 1er tour | 1er tour | 1er tour | 1er tour | 1er tour | 1er tour | 1er tour | 1er tour | 1er tour | 1er tour | 1er tour | 1er tour | 2d tour                  | 2d tour                  | 2d tour                  | 2d tour                  | 2d tour                  | 2d tour                  | 2d tour                  | 2d tour                  |
| Scrutin             | Scrutin                         | 1er      | 1er      | %        | 2e       | 2e       | %        | 3e       | 3e       | %        | 4e       | 4e       | %        | 1er                      | %                        | 2e                       | %                        | 3e                       | %                        | 4e                       | %                        |
| ------------------- | ------------------------------- | -------- | -------- | -------- | -------- | -------- | -------- | -------- | -------- | -------- | -------- | -------- | -------- | ------------------------ | ------------------------ | ------------------------ | ------------------------ | ------------------------ | ------------------------ | ------------------------ | ------------------------ |
| Maïorale 2007       | Maïorale 2007                   |          | ER       | 4З,25    |          | KPRF     | 40,29    |          | SE       | 10,85    |          | SE       | 2,61     | Victoire au premier tour | Victoire au premier tour | Victoire au premier tour | Victoire au premier tour | Victoire au premier tour | Victoire au premier tour | Victoire au premier tour | Victoire au premier tour |
| Présidentielle 2012 | Arrondissement du Chemin de fer |          | ER       | 59,55    |          | KPRF     | 21,31    |          | SE       | 8,10     |          | LDPR     | 5,89     | Victoire au premier tour | Victoire au premier tour | Victoire au premier tour | Victoire au premier tour | Victoire au premier tour | Victoire au premier tour | Victoire au premier tour | Victoire au premier tour |
| Présidentielle 2012 | Arrondissement d'Octobre        |          | ER       | 59,55    |          | KPRF     | 21,14    |          | SE       | 8,96     |          | LDPR     | 5,19     | Victoire au premier tour | Victoire au premier tour | Victoire au premier tour | Victoire au premier tour | Victoire au premier tour | Victoire au premier tour | Victoire au premier tour | Victoire au premier tour |
| Présidentielle 2012 | Arrondissement soviétique       |          | ER       | 62,26    |          | KPRF     | 19,65    |          | SE       | 8,42     |          | LDPR     | 5,11     | Victoire au premier tour | Victoire au premier tour | Victoire au premier tour | Victoire au premier tour | Victoire au premier tour | Victoire au premier tour | Victoire au premier tour | Victoire au premier tour |
|                     |                                 |          |          |          |          |          |          |          |          |          |          |          |          |                          |                          |                          |                          |                          |                          |                          |                          |
| Législatives 2016   | Arrondissement du Chemin de fer |          | ER       | 33.67    |          | KPRF     | 23.98    |          | LDPR     | 13.50    |          | SRZP     | 9.47     | Tour unique              | Tour unique              | Tour unique              | Tour unique              | Tour unique              | Tour unique              | Tour unique              | Tour unique              |
| Législatives 2016   | Arrondissement d'Octobre        |          | ER       | 37.35    |          | KPRF     | 24.63    |          | LDPR     | 11.90    |          | SRZP     | 7.28     | Tour unique              | Tour unique              | Tour unique              | Tour unique              | Tour unique              | Tour unique              | Tour unique              | Tour unique              |
| Législatives 2016   | Arrondissement soviétique       |          | ER       | 37.07    |          | KPRF     | 24.20    |          | LDPR     | 10.90    |          | SRZP     | 7.29     | Tour unique              | Tour unique              | Tour unique              | Tour unique              | Tour unique              | Tour unique              | Tour unique              | Tour unique              |
|                     |                                 |          |          |          |          |          |          |          |          |          |          |          |          |                          |                          |                          |                          |                          |                          |                          |                          |
| Gouvernorale 2017   | Arrondissement du Chemin de fer |          | ER       | 86,07    |          | KR       | 5,63     |          | LDPR     | 4,71     |          |          |          | Victoire au premier tour | Victoire au premier tour | Victoire au premier tour | Victoire au premier tour | Victoire au premier tour | Victoire au premier tour | Victoire au premier tour | Victoire au premier tour |
| Gouvernorale 2017   | Arrondissement d'Octobre        |          | ER       | 85,14    |          | KR       | 6,18     |          | LDPR     | 5,04     |          |          |          | Victoire au premier tour | Victoire au premier tour | Victoire au premier tour | Victoire au premier tour | Victoire au premier tour | Victoire au premier tour | Victoire au premier tour | Victoire au premier tour |
| Gouvernorale 2017   | Arrondissement soviétique       |          | ER       | 86,05    |          | KR       | 6,15     |          | LDPR     | 4,36     |          |          |          | Victoire au premier tour | Victoire au premier tour | Victoire au premier tour | Victoire au premier tour | Victoire au premier tour | Victoire au premier tour | Victoire au premier tour | Victoire au premier tour |
|                     |                                 |          |          |          |          |          |          |          |          |          |          |          |          |                          |                          |                          |                          |                          |                          |                          |                          |
| Présidentielle 2018 | Arrondissement du Chemin de fer |          | ER       | 70,88    |          | KPRF     | 16,31    |          | LDPR     | 6,27     |          | GRANI    | 2,26     | Victoire au premier tour | Victoire au premier tour | Victoire au premier tour | Victoire au premier tour | Victoire au premier tour | Victoire au premier tour | Victoire au premier tour | Victoire au premier tour |
| Présidentielle 2018 | Arrondissement d'Octobre        |          | ER       | 69,84    |          | KPRF     | 17,31    |          | LDPR     | 5,43     |          | GRANI    | 2,84     | Victoire au premier tour | Victoire au premier tour | Victoire au premier tour | Victoire au premier tour | Victoire au premier tour | Victoire au premier tour | Victoire au premier tour | Victoire au premier tour |
| Présidentielle 2018 | Arrondissement soviétique       |          | ER       | 70,89    |          | KPRF     | 16,76    |          | LDPR     | 5,42     |          | GRANI    | 2,75     | Victoire au premier tour | Victoire au premier tour | Victoire au premier tour | Victoire au premier tour | Victoire au premier tour | Victoire au premier tour | Victoire au premier tour | Victoire au premier tour |
|                     |                                 |          |          |          |          |          |          |          |          |          |          |          |          |                          |                          |                          |                          |                          |                          |                          |                          |
| Législatives 2021   | Arrondissement du Chemin de fer |          | ER       | 34,70    |          | KPRF     | 28,22    |          | NL       | 14,06    |          | LDPR     | 5,30     | Tour unique              | Tour unique              | Tour unique              | Tour unique              | Tour unique              | Tour unique              | Tour unique              | Tour unique              |
| Législatives 2021   | Arrondissement d'Octobre        |          | ER       | 33,32    |          | KPRF     | 30,04    |          | NL       | 15,31    |          | LDPR     | 4,72     | Tour unique              | Tour unique              | Tour unique              | Tour unique              | Tour unique              | Tour unique              | Tour unique              | Tour unique              |
| Législatives 2021   | Arrondissement soviétique       |          | ER       | 36,74    |          | KPRF     | 28,83    |          | NL       | 13,50    |          | LDPR     | 4,62     | Tour unique              | Tour unique              | Tour unique              | Tour unique              | Tour unique              | Tour unique              | Tour unique              | Tour unique              |

### Autorités

Douma depuis 2019, dominée par Russie unie.

La ville possède un maire ainsi qu'une douma municipale.

#### Maires
En janvier 2024, le Khoural de Bouriatie a déposé un projet visant à abolir les élections directes du maire d'Oulan-Oudé. Mais lors d'une réunion plénière, le député communiste région Viktor Malychenko a exigé le retrait le projet de loi, tandis que le gouvernement justifiait le projet par entre autres le coût des élections et que les autres villes russes n'ont plus ce système. Les élections directes avaient déjà été abolies en 2007, avant d'être rétablies par la suite. Fin février 2024, d'après Vedomosti, le projet a été reporté à une durée indéterminée. Mais fin mars, le projet est revenu, et les élections maïorales ont été finalement abolies, le conseil municipal élisant désormais le maire.
| Période          | Période                    | Identité                         | Étiquette   | Qualité                |
| ---------------- | -------------------------- | -------------------------------- | ----------- | ---------------------- |
| Juin 1994        | décembre 1995              | Aleksandr Gomboïevitch Loubsanov | SE          | Ingénieur en mécanique |
| décembre 1995    | janvier 1997               | Valery Anatolievitch Chapovalov  |             |                        |
| janvier 1997     | mars 1998                  | Anatoly Grigorievitch Preïzner   |             |                        |
| mars 1998        | 3 décembre 2012            | Guennady Aïdaïev Aïadaïev        | Russie unie | Ingénieur              |
| 11 décembre 2012 | 11 mars 2019               | Aleksandr Arkhipovitch Golkov    | Russie unie | Ingénieur              |
| 26 février 2019  | En cours (au 24 mars 2024) | Igor Iourievitch Choutenkov      | Russie unie | Économiste             |

Derniers maires :
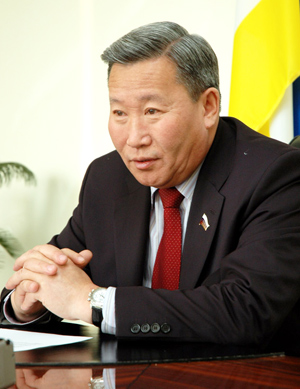
Guennady Aïadaïev
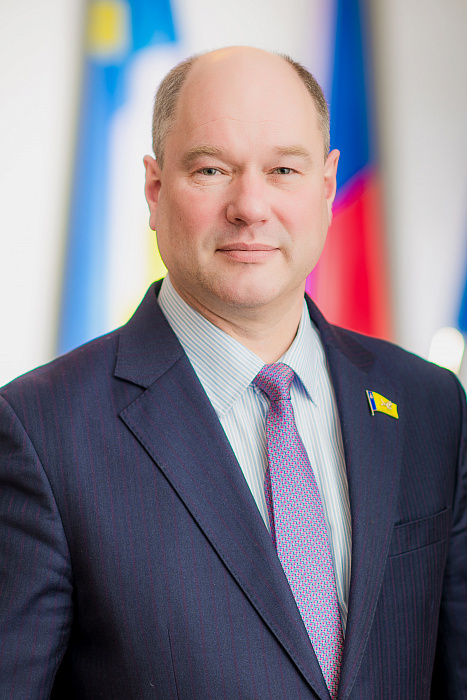
Aleksandr Golkov.
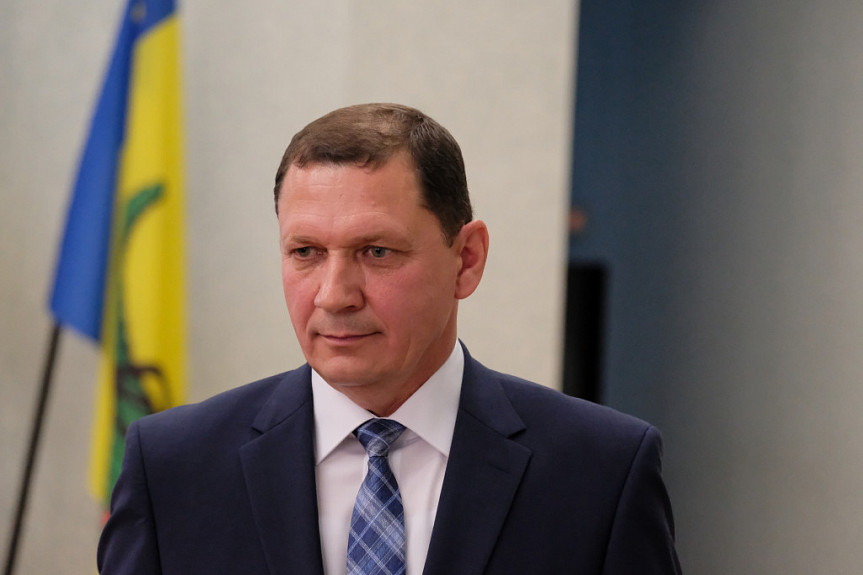
Igor Choutenkov.

### Subdivisions

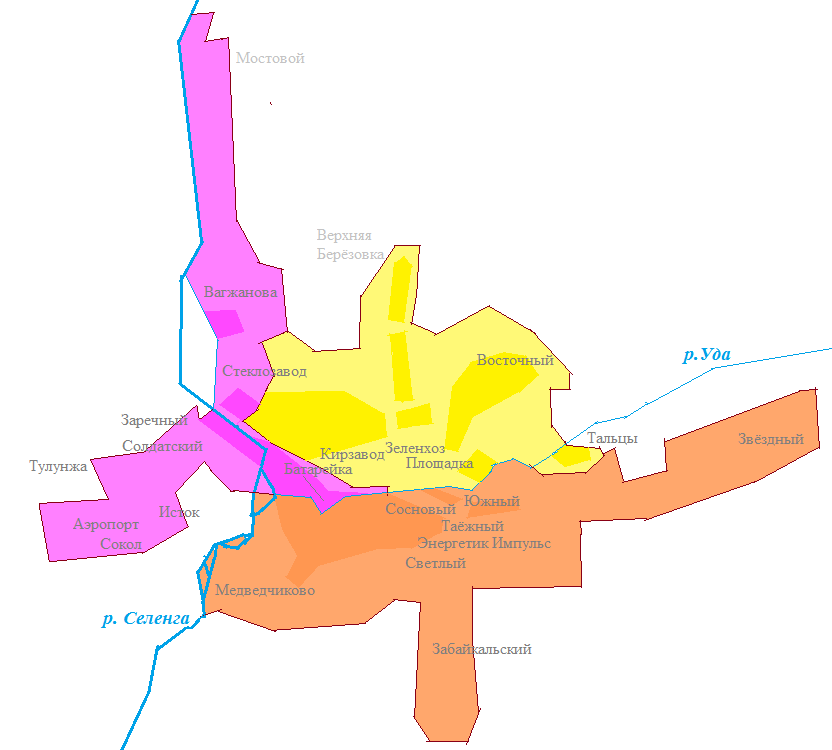
Carte des arrondissements.

Au sein de la structure administrative-territoriale de la république, Oulan-Oudéé est une ville d'importance républicaine ; dans le cadre de la structure municipale, elle forme la formation municipale de la ville d'Oulan-Oudé avec le statut d'okroug urbain,. La ville d'Oulan-Oudé est divisée en 3 raïons urbains (arrondissements), :
- Arrondissement soviétique ,
- Arrondissement du Chemin de fer ,
- Arrondissement d'Octobre.

Les subdivisions intra-urbaines (les arrondissements et leurs quartiers et villages qui les constituent) ne sont pas des municipalités.

### Jumelages
| Ville | Ville                | Pays | Pays                         | Période                     |
| ----- | -------------------- | ---- | ---------------------------- | --------------------------- |
|       | Anyang               |      | Corée du Sud                 | depuis 1997                 |
|       | Berkeley             |      | États-Unis                   |                             |
|       | Changchun,           |      | Chine                        | depuis le 27 septembre 2000 |
|       | Darkhan              |      | Mongolie                     | depuis 1967                 |
|       | district de Yeongwol |      | Corée du Sud                 | depuis 2014                 |
|       | Donetsk              |      | Ukraine                      | depuis 2011                 |
|       | Elista               |      | Russie                       |                             |
|       | Erdenet              |      | Mongolie                     | depuis 2002                 |
|       | Erenhot              |      | Chine                        | depuis 2011                 |
|       | Haeju                |      | Corée du Nord                | depuis 2012                 |
|       | Hohhot               |      | Chine                        | depuis 2000                 |
|       | Hulunbuir            |      | Chine                        | depuis 2015                 |
|       | Lanzhou              |      | Chine                        | depuis 2016                 |
|       | Manzhouli            |      | Chine                        | depuis 1993                 |
|       | Omsk                 |      | Russie                       |                             |
|       | Oulan-Bator          |      | Mongolie                     | depuis 2000                 |
|       | Rumoi                |      | Japon                        | depuis 1972                 |
|       | Simferopol           |      | Ukraine                      |                             |
|       | Taipei               |      | République de Chine (Taïwan) | depuis 1996                 |
|       | Ulaan Chab           |      | Chine                        | depuis 2018                 |
|       | Yamagata             |      | Japon                        | depuis 1992                 |

## Population et société

### Démographie

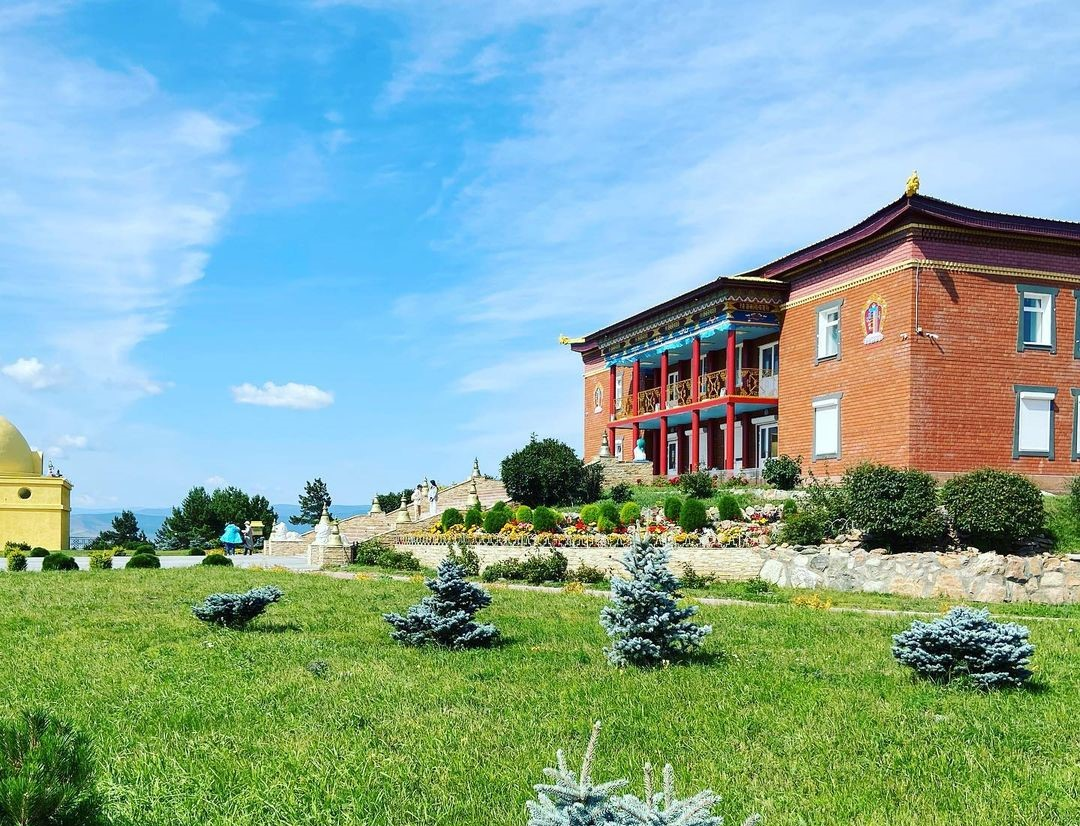
Datsan Rinpotché.

Recensements (*) ou estimations de la population,:
| 1856  | 1897* | 1926*  | 1931   | 1939*   | 1959*   |
| ----- | ----- | ------ | ------ | ------- | ------- |
| 3 400 | 8 086 | 33 713 | 44 000 | 125 690 | 175 172 |

| 1970*   | 1979*   | 1989*   | 2002*   | 2010*   | 2013    |
| ------- | ------- | ------- | ------- | ------- | ------- |
| 253 569 | 300 370 | 352 530 | 359 391 | 404 426 | 416 079 |

| 2014    | 2015    | 2016    | 2017    | 2018    | 2019    |
| ------- | ------- | ------- | ------- | ------- | ------- |
| 421 453 | 426 650 | 430 550 | 431 922 | 434 869 | 435 496 |

| 2020    | 2021    | 2022    | - | - | - |
| ------- | ------- | ------- | - | - | - |
| 439 128 | 437 514 | 436 406 | - | - | - |

### Ethnies
| Ethnies     | 1899          | 1904          | 1923           | 1939            | 1979            | 1989            | 2002            | 2010            | 2021            |
| ----------- | ------------- | ------------- | -------------- | --------------- | --------------- | --------------- | --------------- | --------------- | --------------- |
| Russes      | 4356 (79,86%) | 7500 (78,69%) | 17389 (80,37%) | 108589 (77,89%) | 232541 (77,56%) | 255849 (72,57%) | 231131 (66,53%) | 251071 (62,08%) | 234260 (53,54%) |
| Bouriates   | 52 (0,95%)    | 90 (0,94%)    | 28 (0,12%)     | 11086 (7,95%)   | 50045 (16,69%)  | 74243 (21,06%)  | 102044 (29,37%) | 128968 (31,88%) | 133988 (30,62%) |
| Tatars      | 85 (1,55%)    | 100 (1,04%)   | 631 (2,91%)    | 1410 (1,01%)    | 2635 (0,87%)    | 2054 (0,58%)    | 1943 (0,6%)     | 2065 (0,51%)    | 1253 (0,29%)    |
| Touvans     |               |               |                |                 | 101 (0,03%)     | 249 (0,07%)     | 95 (0,02%)      | 631 (0,15%)     | 972 (0,22%)     |
| Arméniens   | 8 (0,14%)     | 15 (0,15%)    | 32 (0,14%)     | 56 (0,04%)      | 246 (0,08%)     | 361 (0,10%)     | 850 (0,2%)      | 1082 (0,26%)    | 949 (0,22%)     |
| Ouzbeks     |               |               |                | 116 (0,08%)     | 251 (0,08%)     | 304 (0,08%)     | 248 (0,1%)      | 737 (0,18%)     | 933 (0,21%)     |
| Ukrainiens  | 22 (0,40%)    | 60 (4,39%)    | 363 (1,67%)    | 8529 (6,11%)    | 6935 (2,31%)    | 9139 (2,59%)    | 3767 (1,1%)     | 2386 (0,58%)    | 898 (0,21%)     |
| Azéris      |               |               |                | 44 (0,03%)      | 162 (0,05%)     | 339 (0,09%)     | 662 (0,2%)      | 806 (0,19%)     | 766 (0,17%)     |
| Kirghize    |               |               |                |                 |                 |                 | 309 (0,1%)      | 789 (0,19%)     | 748 (0,17%)     |
| Chinois     | 60 (1,1%)     | 60 (0,62%)    | 505 (2,33%)    | 373 (0,26%)     |                 |                 | 476 (0,1%)      | 852 (0,21%)     | 326 (0,07%)     |
| Biélorusses |               |               |                | 1097 (0,78%)    | 1434 (0,47%)    | 2044 (0,58%)    | 839 (0,2%)      | 516 (0,12%)     | 208 (0,05%)     |
| Autres      | 871 (15,96%)  | 1735 (18.2)   | 2687 (12,41%)  | 8482 (6,08%)    | 5461 (1,82%)    | 7948 (2,25%)    | 5007 (1,44%)    | 14523 (3,59%)   | 62264 (14,23%)  |
| Total       | 5454 (100%)   | 9530 (100%)   | 21635 (100%)   | 299811 (100%)   | 300370 (100%)   | 352530 (100%)   | 347371 (100%)   | 404426 (100%)   | 437565 (100%)   |

### Enseignement
Au 1er janvier 2018, le système éducatif municipal de la ville d'Oulan-Oudé est représenté par 126 établissements, qui comprennent : 75 établissements qui ont le statut autonome, 48 institutions budgétaires et 3 institutions gouvernementales. Dans les établissements généraux (secondaires), il y a 58 713 étudiants et 22 236 élèves dans les établissements préscolaires. Dans le système d'enseignement complémentaire se trouvent 46 476 enfants.

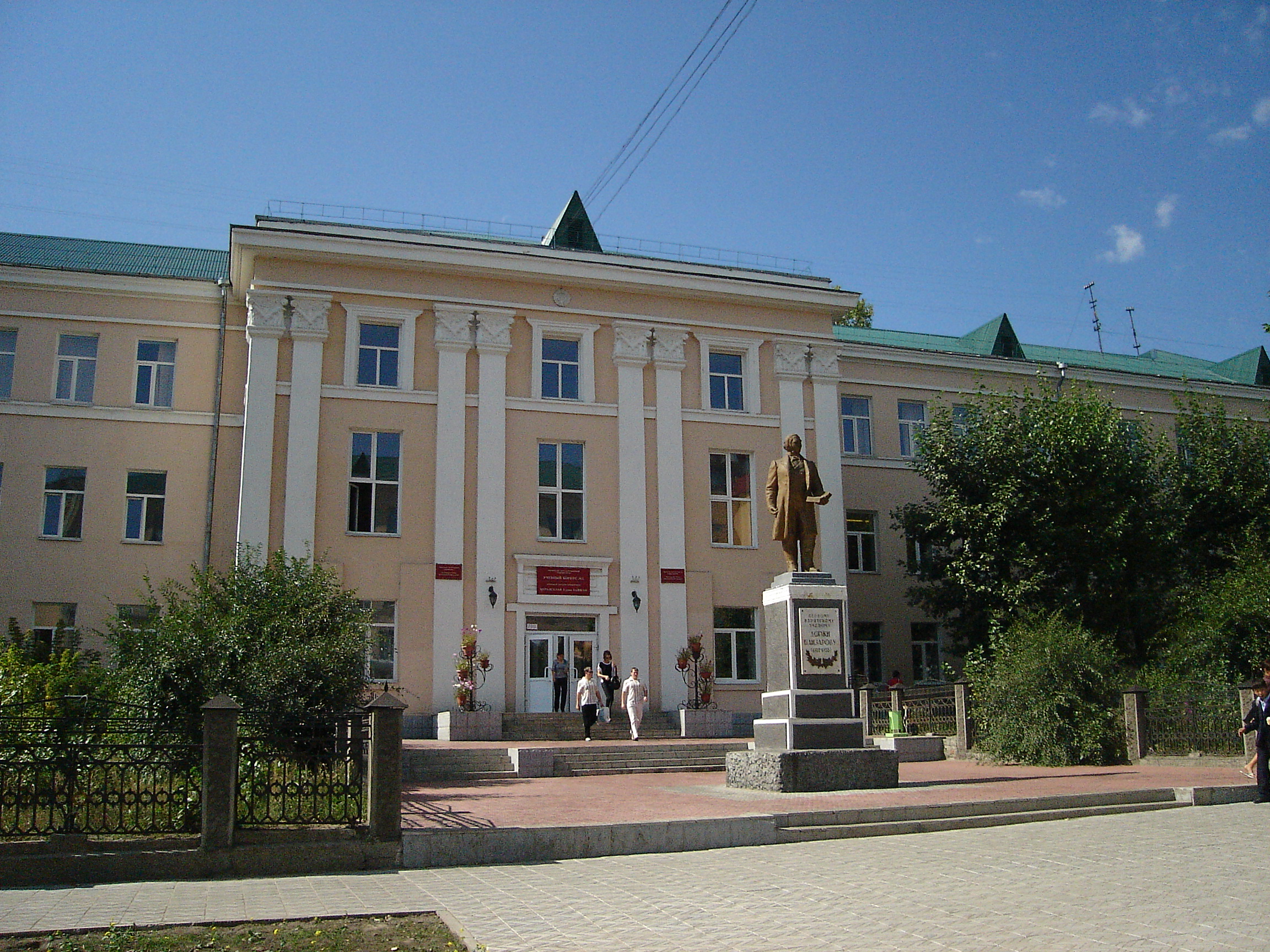
Université d'État de Bouriatie.

La ville compte en 2024 plusieurs établissements supérieurs :
- Académie agricole d'État bouriate V.R. Filippova
- Institut national de la culture de Sibérie orientale
- Université d'État de technologie et de gestion de Sibérie orientale
- Université d'État de Bouriatie Dorji Banzarov

Ainsi que plusieurs branches d'établissements supérieurs:
- Branche du Baïkal de l'institut Humanitaire
- Branche bouriate de l'université d'État de Sibérie des télécommunications et de l'informatique à Oulan-Oudé
- Branche de l'Université d'État des transports d'Irkoutsk : Institut des transports ferroviaires d'Oulan-Oudé
- Branche de l'Université d'État d'économie et de gestion de Novossibirsk « NINKh »
- Branche bouriate del'Académie sibérienne de droit, d'économie et de gestion
- Branche de l'Université humanitaire d'État de Russie à Oulan-Oudé, République de Bouriatie
- Branche bouriate de l'Université sibérienne de coopération des consommateurs

### Sports
Au 1er janvier 2018, la ville compte 5 stades, 8 piscines, 138 gymnases, 15 champs de tir et  8 zones de ski.

## Économie
Les principaux secteurs économiques sont ceux de la construction, de l'énergie, de l'industrie, des transports et des services sociaux.

### Revenus
En novembre 2022, le salaire mensuel moyen était de 56 109,9 roubles, soit 112,7 % du chiffre de novembre 2021.

### Entreprises

#### Petites et moyennes entreprises
Au 1er janvier 2018, selon Bouriatstat (Rosstat), la ville comptait 19 397 petites et moyennes entreprises. Elles employaient 36 000 personnes, soit 21 % des personnes employées dans la ville.
| Année                        | 2018 (%) |
| ---------------------------- | -------- |
| Commerces et services        | 31,0     |
| Activités immobilières       | 21,3     |
| Construction                 | 16,5     |
| Industrie                    | 8,4      |
| Transports et communications | 6,0      |
| Autres secteurs              | 16,8     |

#### Industries

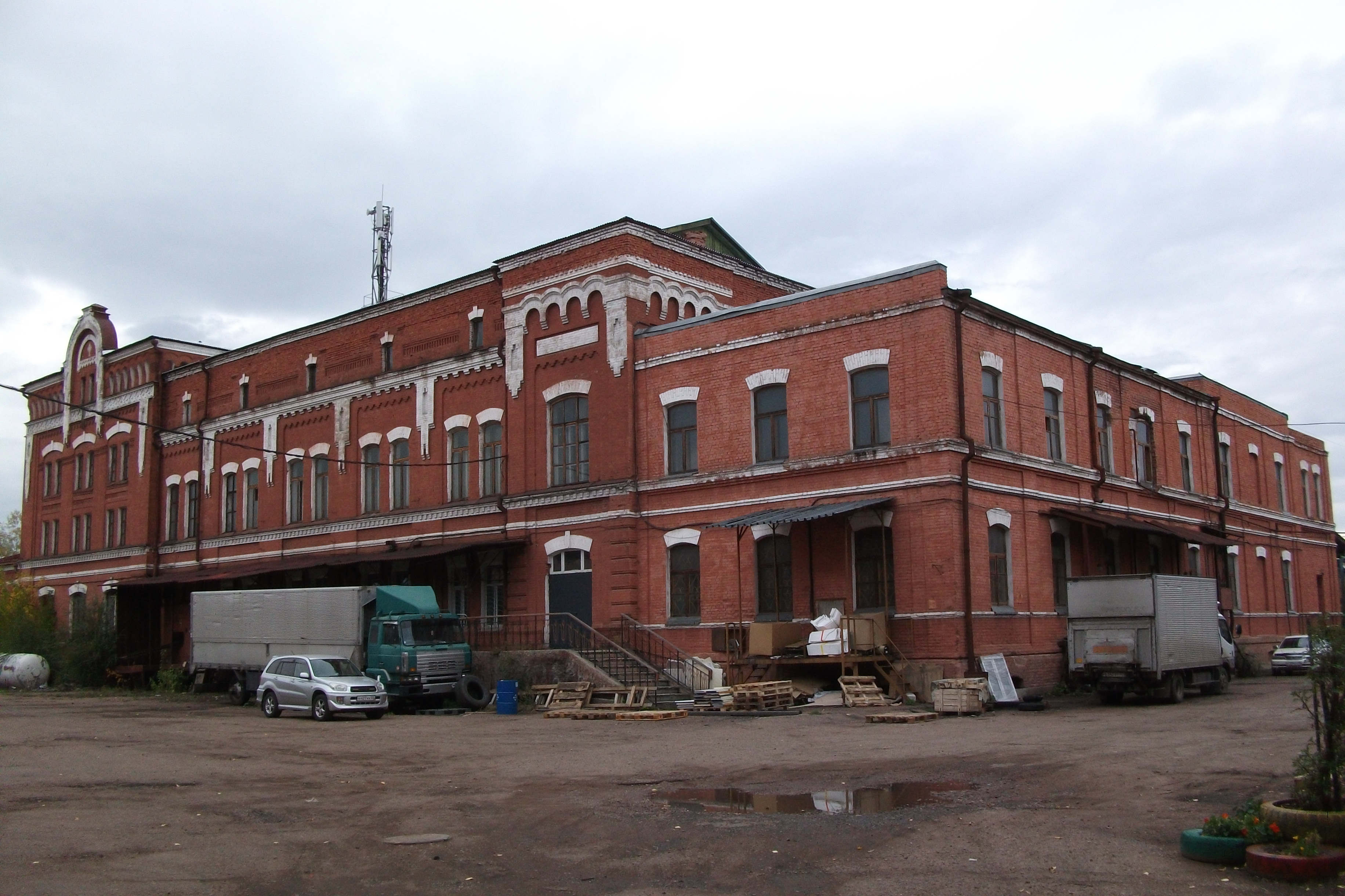
Usine d'alcools de Kolbykine.

La ville compte deux gros complexes industriels :
- l'usine de réparation de locomotives et de wagons d'Oulan-Oudé (en russe : Улан-Удэнский локомотивовагоноремонтный завод, Oulan-Oudénski lokomotivovagonoremontny zavod) ;
- l'usine d'aviation d'Oulan-Oudé (en russe : Улан-Удэнский авиационный завод, Oulan-Oudénski aviatsionny zavod), fondée en 1939. Elle construit des avions (Su-25, Su-39) et des hélicoptères (Mi-8, Mi-12, et actuellement Mi-171). Elle employait 5 700 salariés en 2006[100]. C'est la plus grande entreprise de la ville[44].

Il existe par ailleurs d'autres industries dans le secteur mécanique, électrique et la filière bois.

#### Commerces et services
Principaux indicateurs du commerce:
| Année                                            | 2022 |
| ------------------------------------------------ | ---- |
| Chiffre d'affaires du commerce de détail         | 27,7 |
| Chiffre d'affaires du commerce de gros           | 52,4 |
| Chiffre d'affaires de la restauration collective | 1,3  |
| Volume des services                              | 18,2 |

#### Tourisme
La ville a reçu, en 2017, 230 157 touristes, soit une augmentation de 34,6 % par rapport à 2007.

## Culture locale et patrimoine

### Lieux et monuments
La ville compte 234 objets patrimoniaux culturels, dont 11 objets d'importance fédérale et 223 objets d'importance régionale. Le centre-ville, au bord de la rivière, comporte de vieilles maisons de marchands richement décorées avec des sculptures en bois et en pierre. La ville est également connue pour la sculpture monumentale de la tête de Lénine exposée sur la place principale. La ville comprend un grand musée ethnographique qui retrace l'histoire des peuples de la région : les Evenks, premiers occupants de la région, et les Bouriates, peuple d'origine mongole. La ville est la capitale du bouddhisme tibétain en Russie : non loin de la ville se trouve un grand monastère bouddhiste, le datsan d'Ivolguinsk.

La cathédrale Odigitria d'Oulan-Oudé (orthodoxe) constitue un témoignage du style baroque sibérien qui date du XVIIIe siècle.

Patrimoine classé (sélection) :
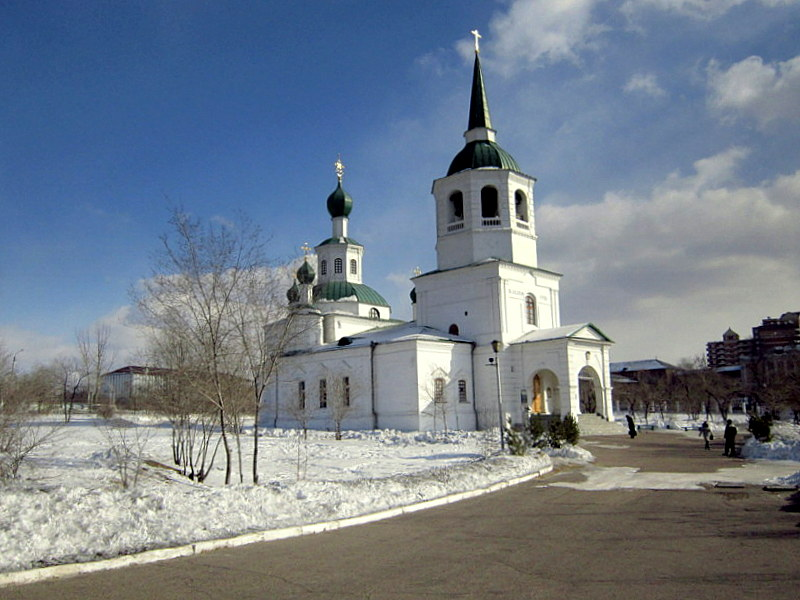
Église de la Trinité.
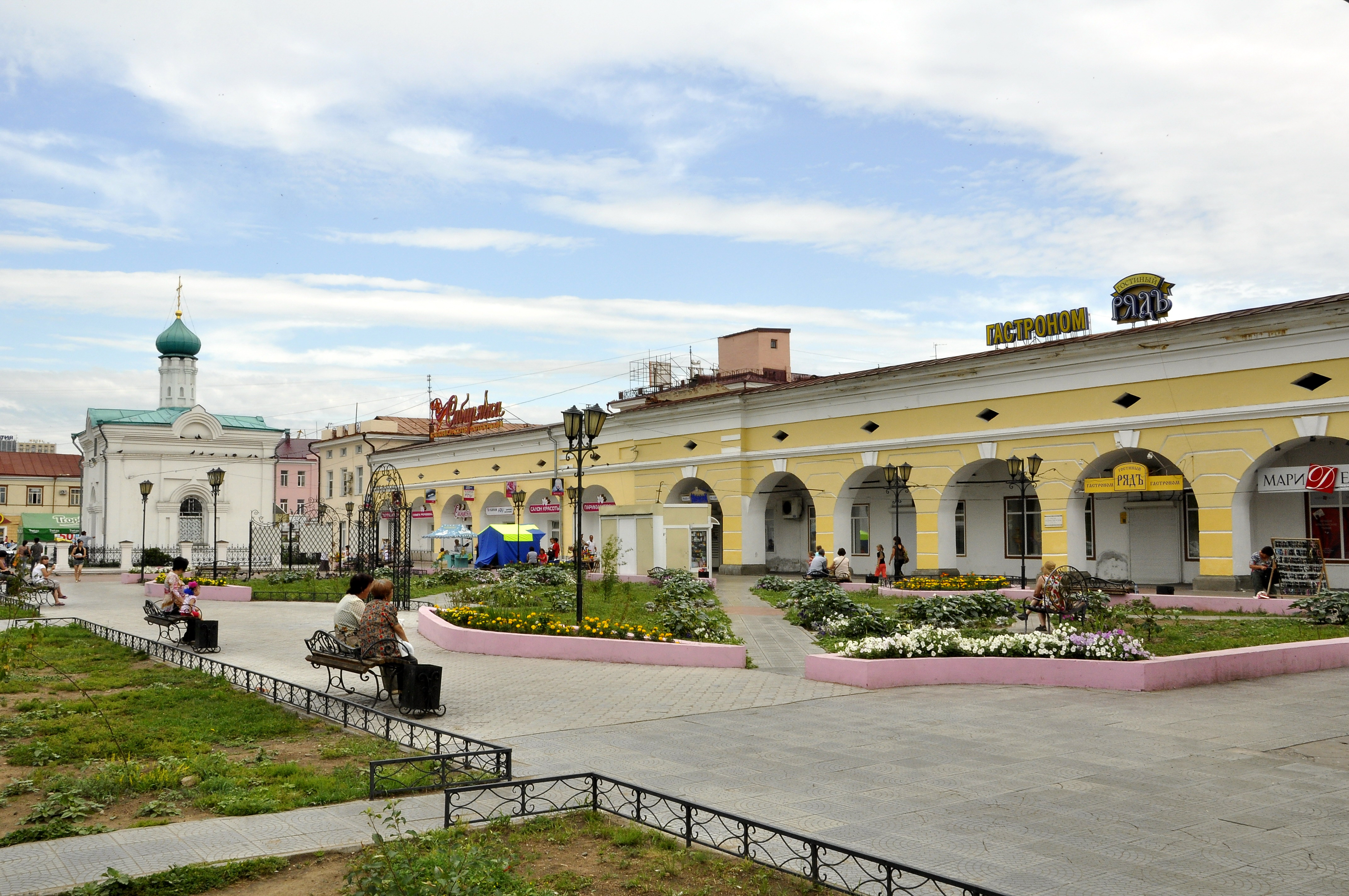
Galeries commerciales.
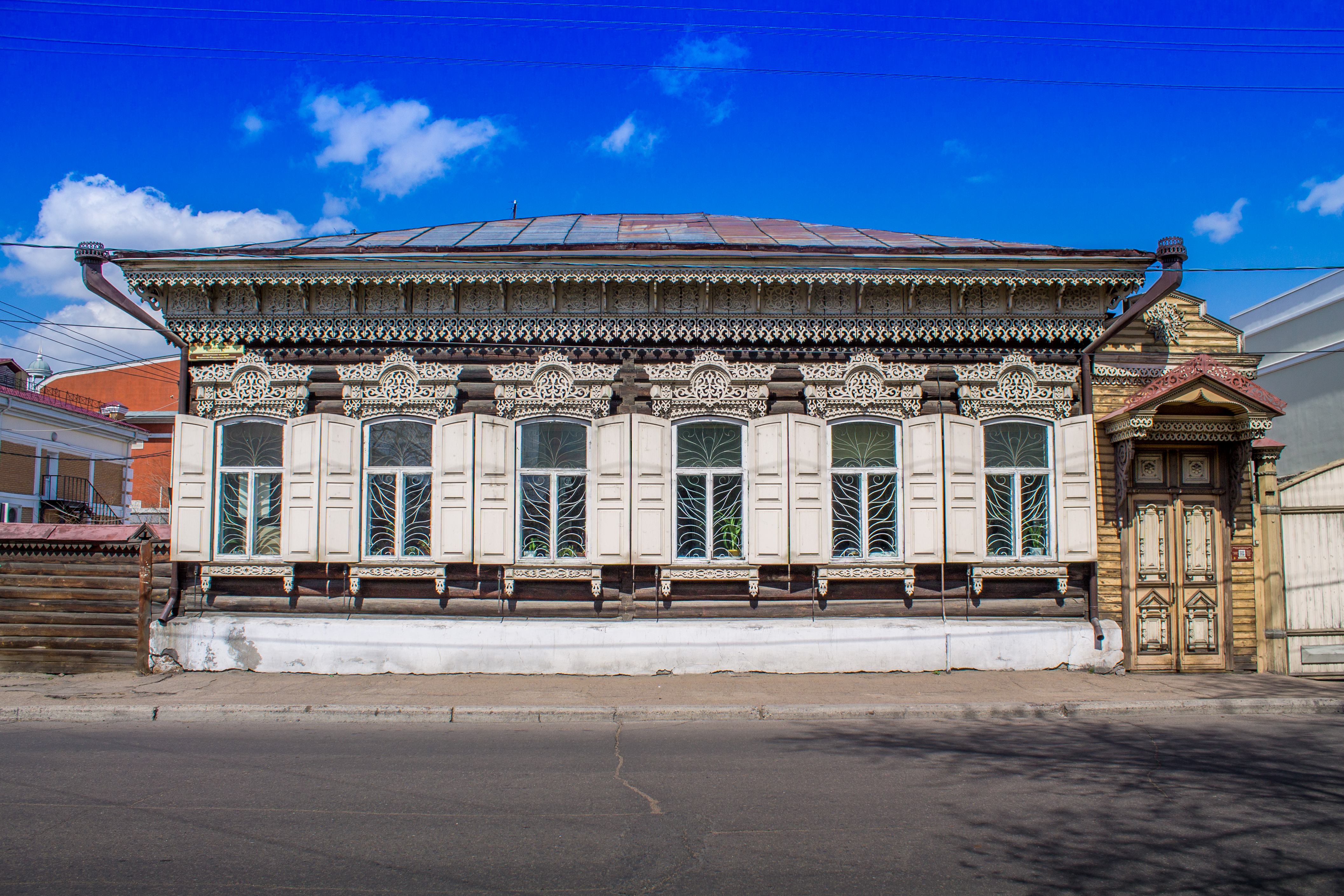
Maison de la rue Banzarova no 15 .
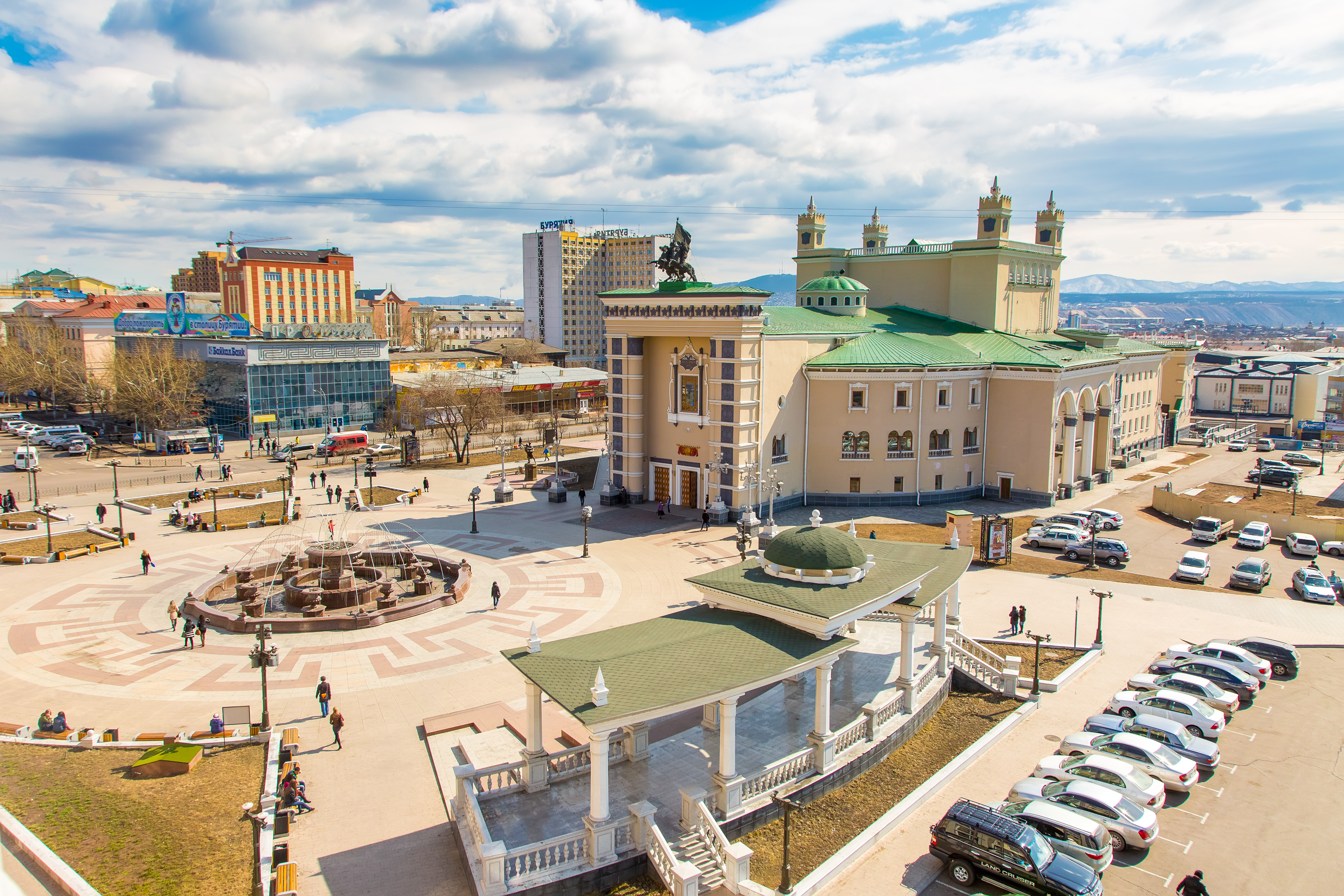
Opéra national bouriate.

### Architecture

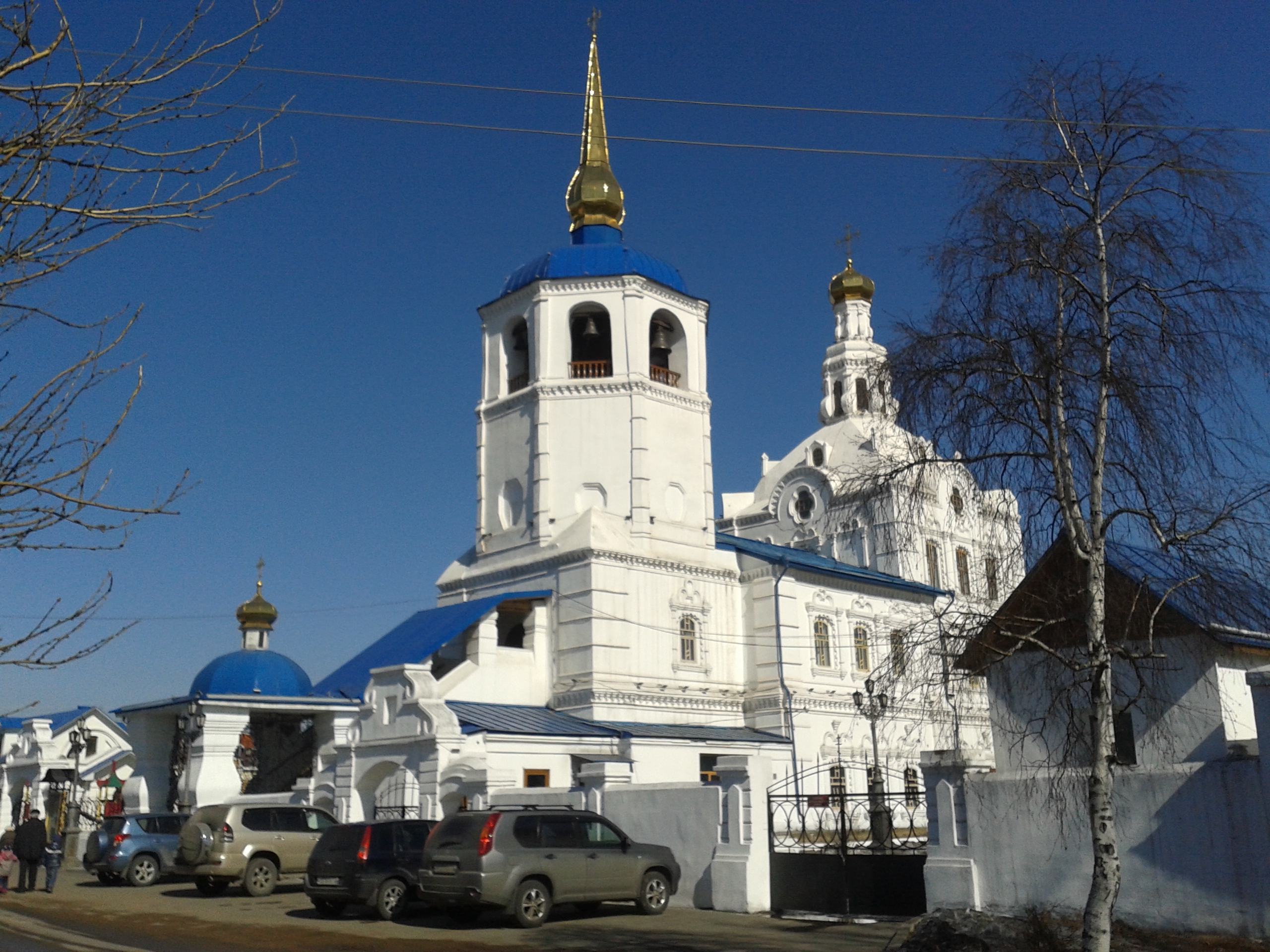
Cathédrale Odigitria d'Oulan-Oudé, flagrant exemple du baroque sibérien.

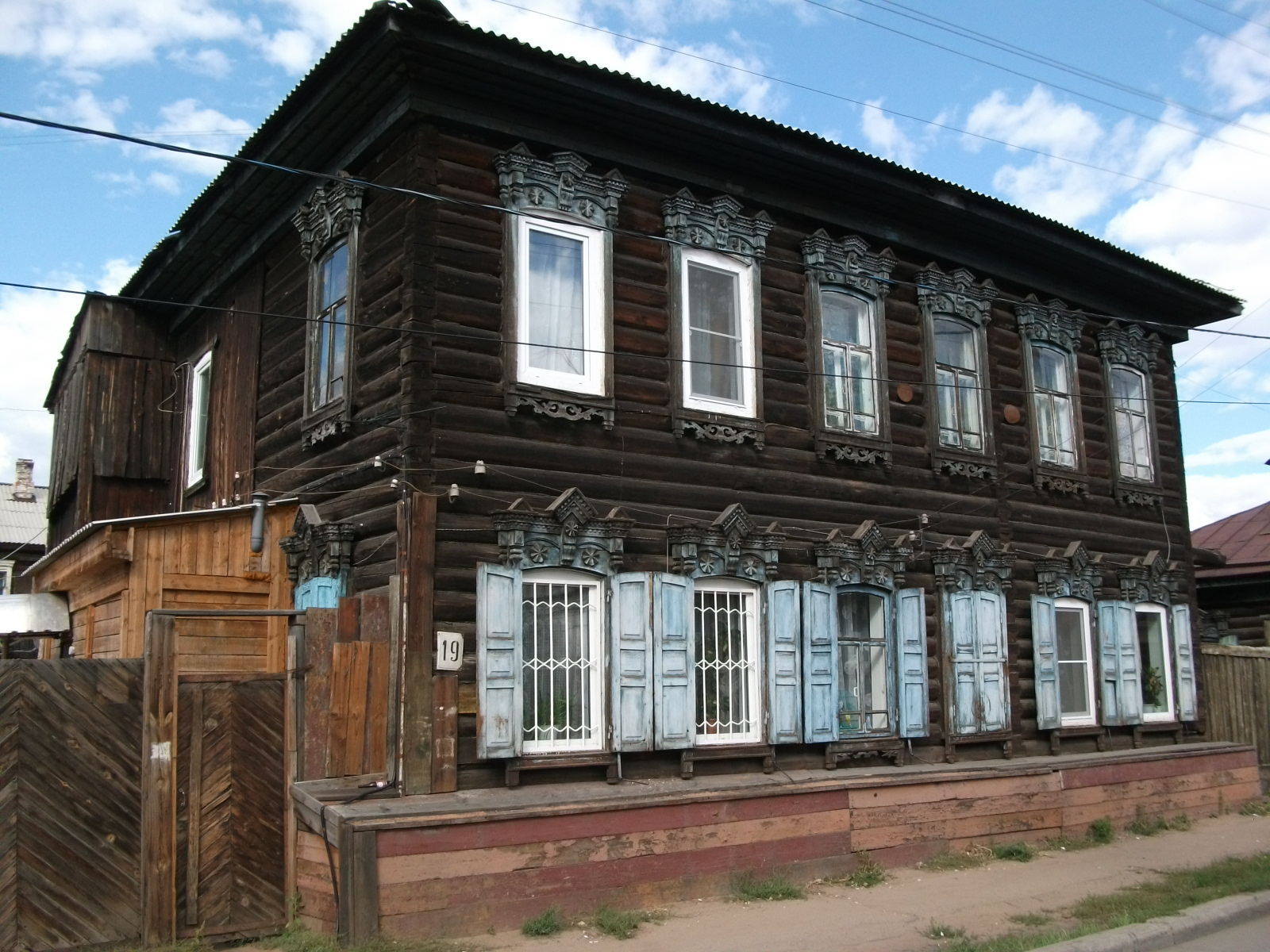
Maison d'architecture russe en bois dans le centre-ville, rue Banzarova, no 19.

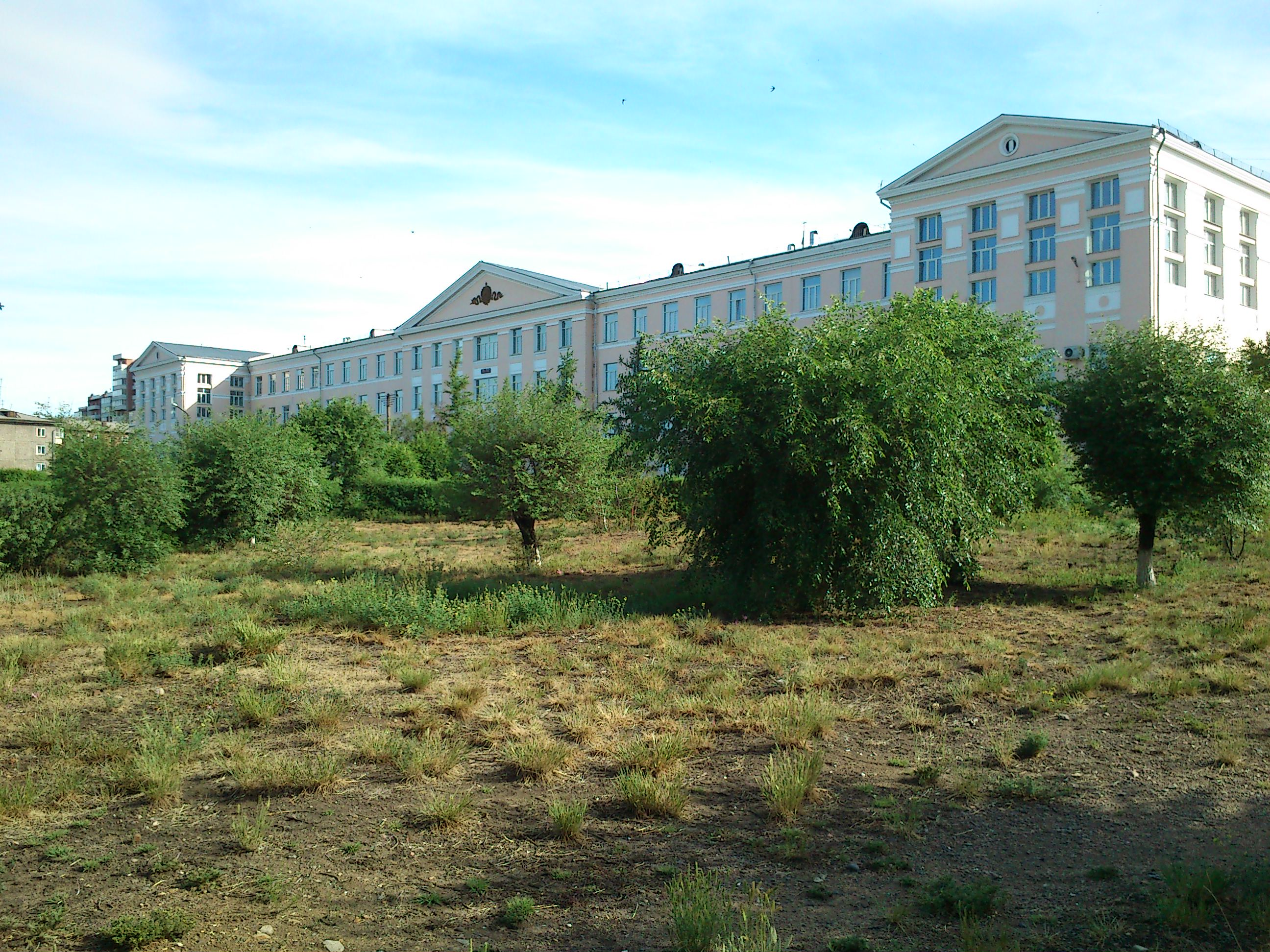
Académie agricole d'État de Bouriate, d'architecture soviétique.

L'architecture est une spécificité intéressante de la ville et de son centre historique qui mêlent un important patrimoine de la Russie impériale avec une architecture soviétique. Depuis la naissance d'un ostrog cosaque en 1666, la ville s'est développée, surtout sous la période soviétique avec l'industrialisation et l'urbanisation massive, devenant un centre régional. Aucun élément ne reste du fort à son emplacement sur le mont de la Batterie. La vieille ville des XVIIIe et XIXe siècle est marquée par le baroque sibérien de la cathédrale Odigitria d'Oulan-Oudé. L'église de la Saintre-Trinité relève du baroque sibérien tardif avec des éléments du classicisme russe. Les rares bâtiments en pierre civils illustrent le classicisme russe, comme les Galeries commerciales. La maison des marchands Kapelman est elle un exemple de l'éclectisme, avec ses colonnes atlantes. De cette époque reste surtout l'architecture en bois. Malgré le grand incendie de 1878, des bâtiments ont survécu ainsi que des bâtiments des fin XIXe et début XXe siècles.
L'ère soviétique marque une nouvelle phase dans le développpemnt de la ville, avec un fort étalement urbain. Le centre historique s'est réduit à une zone relativement petite de la ville. De cette période, se distinguent les ensembles de la Place soviétique et de la place de la Gloire, avec le buste de Lénine. Les Soviétiques ont construit le Théâtre d'opéra et de ballet et le Théâtre dramatique bouriate, mixant l'architecture soviétique avec des caractéristiques de la culture bouriate. Ce sont sinon surtout les logements qui marquent la période avec les khrouchtchevka, répandus à travers le pays, même s'il y a qelques exceptions comme ceux de l'avenue de la Victoire, richement décorés,,.
L'aspect architectural de la ville n'a que peu changé durant la période post-soviétique. En périphérie, des quartiers de logements résidentiels de faible hauteur sont apparus. Néanmoins, alors que sous l'époque soviétique, les motifs bouriates n'étaient presque pas présents pour des raisons tant financières qu'idéologiques, ils ornent désormais des bâtiments. Des statues aux figures bouriates se sont aussi installées, comme la sculpture Mergen, la sculpture Gesser sur le pont Bogatyrski, Geser, étant un héros dans la mythologie bouriate. Par ailleurs, les autorités se sont efforcées à entamer des rénovations urbaines, en particulier dans le centre historique afin d'attirer les touristes. La rue Lénine est devenue depuis 2004 une rue piétonne à l'aspect pré-révolutionnaire, ce qui lui vaut le surnom de l'Arbat bouriate. Des reconstructions ont eu lieu, comme l'arc de triomphe en 2006, qui avait été construit en 1891 et détruit en 1936, ainsi que le jardin Alexandre sur la place du Commerce,.

### Musées

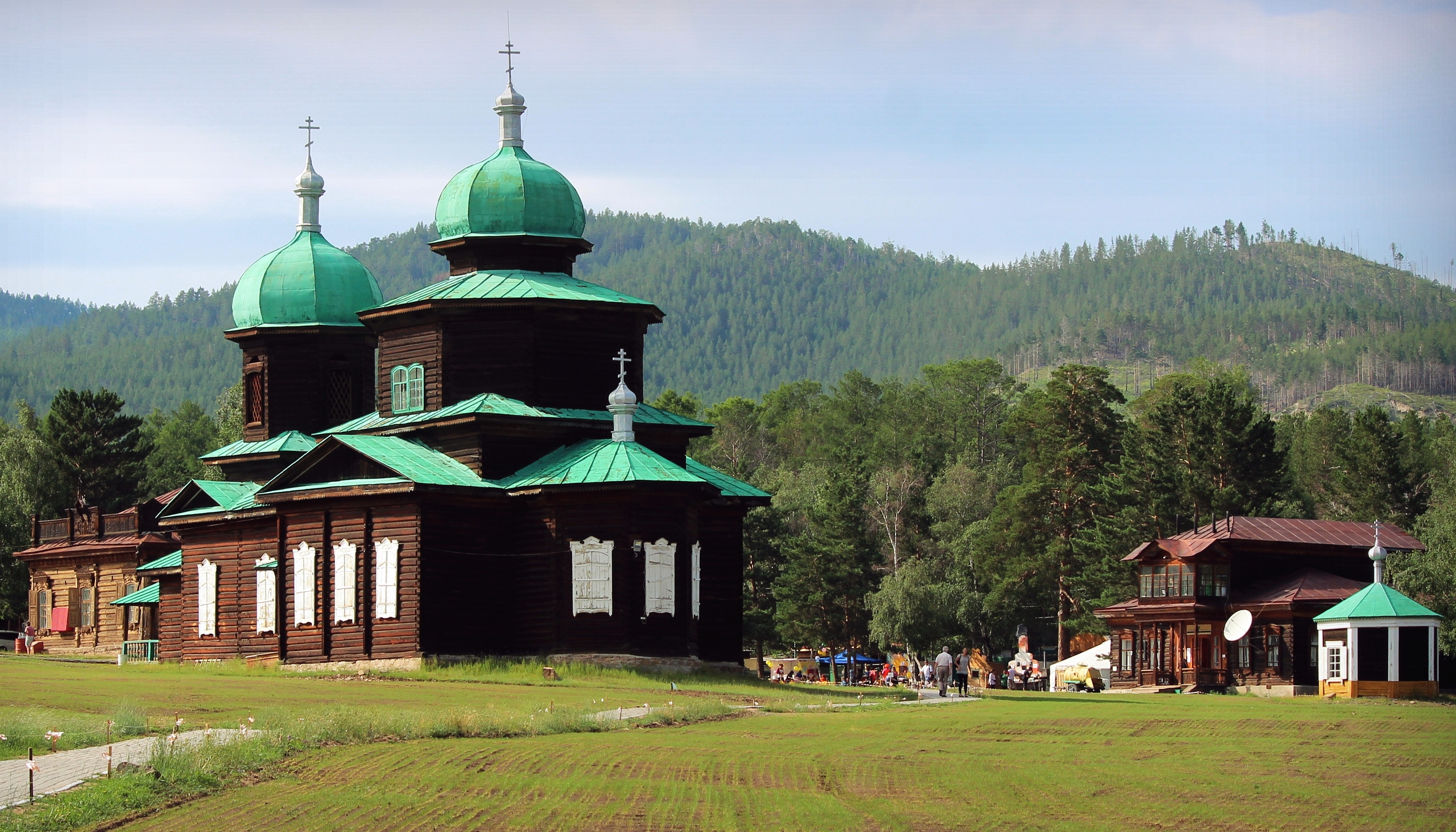
Église Saint-Nicolas des Semeiskie au musée ethnographique des peuples de Transbaïkalie.

La ville compte 13 musées répartis à travers son territoire. Dans le domaine de l'histoire, il existe le musée d'histoire de la Bouriatie M.N. Khangalova ainsi que le musée de l'histoire de la ville d'Oulan-Oudé. Pour les traditions, il y a le musée des traditions locales des Evenks, le musée ethnographique des peuples de Transbaïkalie et la branche du Musée de Kiakhta des traditions locales à Oulan-Oudé. Dans l'art, il y a le musée d'art T.S. Sampilova, le musée-Galerie Lev Bardamov, le musée de la littérature de Bouriatie Khots Namsaraïev, la salle d'exposition de l'Union des Artistes de Bouriatie ainsi que le centre des Industries Créatives "Hub-Hub". Sinon, la ville possède le Musée de l'URSS d'Oulan-Oudé, le musée du centre scientifique bouriate ainsi que le musée de la nature de Bouriatie d'Oulan-Oudé.

### Théâtres
La ville compte 7 théâtres:
1. Théâtre dramatique académique d'État bouriate Khots Namsaraïev
2. Théâtre académique d'opéra et de ballet d'État de Bouriate G. T. Tsydynjapov .
3. Théâtre national de chant et de danse de l'État bouriate Baïkal
4. Théâtre de marionnettes républicain de l'État bouriate Ulger
5. Théâtre dramatique d'État russe N. A. Bestoujev
6. Théâtre d'art pour la jeunesse
7. Théâtre de musique et de danse folkloriques Zabava

### Personnalités liées à la ville
- Vassili Mikhaliov (1917-2006), aviateur soviétique né à Verkhnéoudinsk, distingué par le titre de Héros de l'Union soviétique ;
- Iouri Skouratov (1952-), juriste et homme politique russe né dans la ville, qui a été procureur général de Russie ;
- Irina Pantaeva (1967-), mannequine et actrice russe née dans la ville ;
- Oksana Omelianchik (1970-), gymnaste artistique soviétique né dans la ville ;
- Vladimir Granat (1987-), footballeur international russe né dans la ville ;
- Dmitry Masleev (1988-), pianiste russe né dans la ville qui a été lauréat au concours international Tchaïkovski de Moscou (2015) ;
- Inna Stepanova (1990-), né dans la ville, archère russe sacrée aux championnats du monde de tir à l'arc en 2015.